# Labarthe-Inard
Pour les articles homonymes, voir Labarthe.
Labarthe-Inard est une commune française située dans l'ouest du département de la Haute-Garonne, en région Occitanie.
Sur le plan historique et culturel, la commune est dans le pays de Comminges, correspondant à l’ancien comté de Comminges, circonscription de la province de Gascogne située sur les départements actuels du Gers, de la Haute-Garonne, des Hautes-Pyrénées et de l'Ariège. Exposée à un climat océanique altéré, elle est drainée par la Garonne, le Soumès et par divers autres petits cours d'eau. La commune possède un patrimoine naturel remarquable : un site Natura 2000 (« Garonne, Ariège, Hers, Salat, Pique et Neste »), un espace protégé (« la Garonne, l'Ariège, l'Hers Vif et le Salat ») et deux zones naturelles d'intérêt écologique, faunistique et floristique.
Labarthe-Inard est une commune rurale qui compte 872 habitants en 2022, après avoir connu une forte hausse de la population depuis 1975. Elle fait partie de l'aire d'attraction de Saint-Gaudens. Ses habitants sont appelés les Inardais ou  Inardaises.
Le patrimoine architectural de la commune comprend un immeuble protégé au titre des monuments historiques : l'église de la Nativité-de-la-Sainte-Vierge, inscrite en 1950.

## Géographie

### Localisation
La commune de Labarthe-Inard se trouve dans le département de la Haute-Garonne, en région Occitanie.
Elle se situe à 74 km à vol d'oiseau de Toulouse, préfecture du département, et à 9 km de Saint-Gaudens, sous-préfecture.
Les communes les plus proches sont : 
Saint-Médard (2,2 km), Beauchalot (2,5 km), Montespan (2,9 km), Savarthès (2,9 km), Pointis-Inard (3,3 km), Castillon-de-Saint-Martory (3,4 km), Estancarbon (4,2 km), Ganties (4,9 km).
Sur le plan historique et culturel, Labarthe-Inard fait partie du pays de Comminges, correspondant à l’ancien comté de Comminges, circonscription de la province de Gascogne située sur les départements actuels du Gers, de la Haute-Garonne, des Hautes-Pyrénées et de l'Ariège.
Labarthe-Inard est limitrophe de six autres communes.

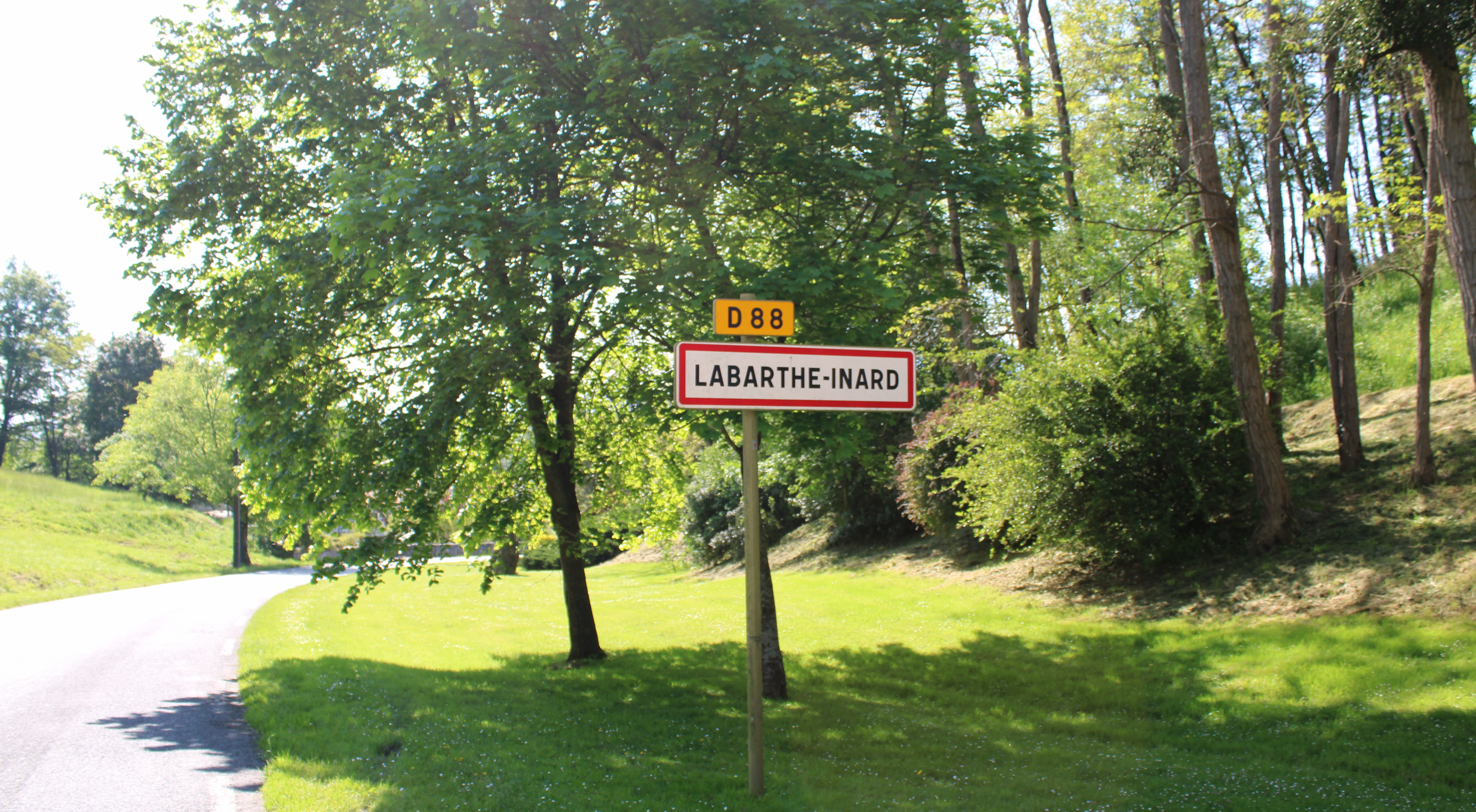
Entrée de la commune.

Les communes limitrophes sont Beauchalot, Estancarbon, Montespan, Pointis-Inard, Saint-Médard et Savarthès.
| Savarthès     | Saint-Médard   |            |
| Estancarbon   | Labarthe-Inard | Beauchalot |
| Pointis-Inard | Montespan      |            |

### Géologie et relief
La superficie de la commune est de 997 hectares ; son altitude varie de 308  à   374 mètres.
La commune de Labarthe-Inard est situé sur les hautes terrasses de la vallée de la Garonne au pied d’un coteau qui porte l’actuelle route D817. Celui-ci est enrichi d’une nappe phréatique abondante qui est à l’origine de nombreuses sources en contrebas. Celle de la côte de la Canaou a sûrement dû influencer l’implantation des premières populations locales.
La commune s’étend du lit de la Garonne au sud à la vallée du Soumès au nord. Beauchalot à l’est et Estancarbon à l’ouest encadrent la commune.

### Hydrographie

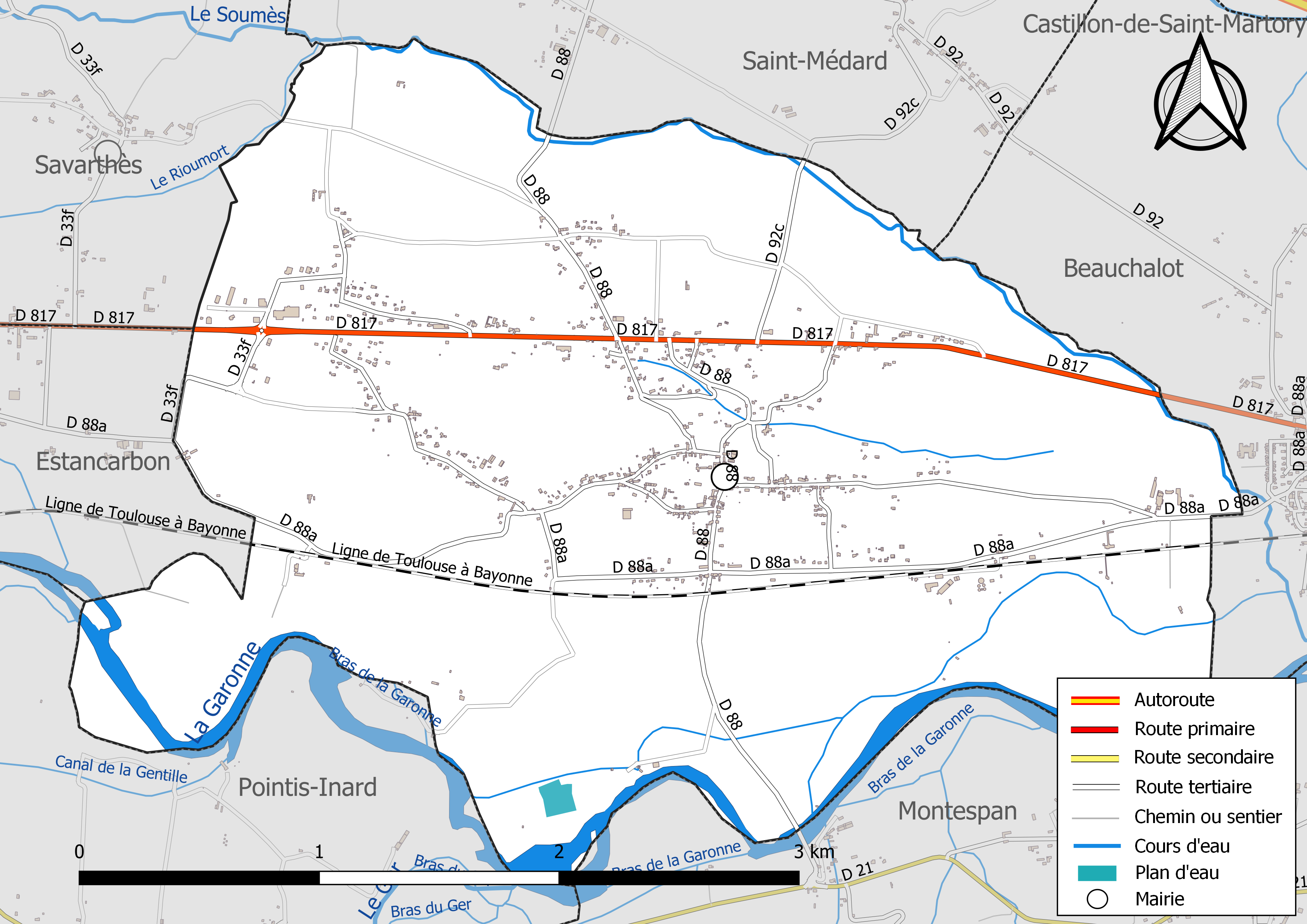
Réseaux hydrographique et routier de Labarthe-Inard.

La commune est dans le bassin de la Garonne, au sein du bassin hydrographique Adour-Garonne. Elle est drainée par la Garonne, le Soumès, un bras de la Garonne, un bras de la Garonne, un bras de la Garonne, un bras de la Garonne, un bras de la Garonne, Canal de la Gentille, le Rioumort et par divers petits cours d'eau, constituant un réseau hydrographique de 14 km de longueur totale,.
La Garonne est un fleuve principalement français prenant sa source en Espagne et qui coule sur 529 km avant de se jeter dans l’océan Atlantique.

### Climat
Pour des articles plus généraux, voir Climat de l'Occitanie et Climat de la Haute-Garonne.
En 2010, le climat de la commune est de type climat océanique altéré, selon une étude s'appuyant sur une série de données couvrant la période 1971-2000. En 2020, Météo-France publie une typologie des climats de la France métropolitaine dans laquelle la commune est exposée à un climat de montagne ou de marges de montagne et est dans la région climatique Pyrénées centrales, caractérisée par une pluviométrie annuelle de 1 000 à 1 200 mm.
Pour la période 1971-2000, la température annuelle moyenne est de 12,5 °C, avec une amplitude thermique annuelle de 15 °C. Le cumul annuel moyen de précipitations est de 838 mm, avec 10 jours de précipitations en janvier et 6,2 jours en juillet. Pour la période 1991-2020, la température moyenne annuelle observée sur la station météorologique la plus proche, située sur la commune de Clarac à 17 km à vol d'oiseau, est de 12,5 °C et le cumul annuel moyen de précipitations est de 804,9 mm,. Pour l'avenir, les paramètres climatiques de la commune estimés pour 2050 selon différents scénarios d’émission de gaz à effet de serre sont consultables sur un site dédié publié par Météo-France en novembre 2022.

### Milieux naturels et biodiversité

#### Espaces protégés
La protection réglementaire est le mode d’intervention le plus fort pour préserver des espaces naturels remarquables et leur biodiversité associée,.
Un  espace protégé est présent sur la commune : 
« la Garonne, l'Ariège, l'Hers Vif et le Salat », objet d'un arrêté de protection de biotope, d'une superficie de 1 658,7 ha.

#### Réseau Natura 2000

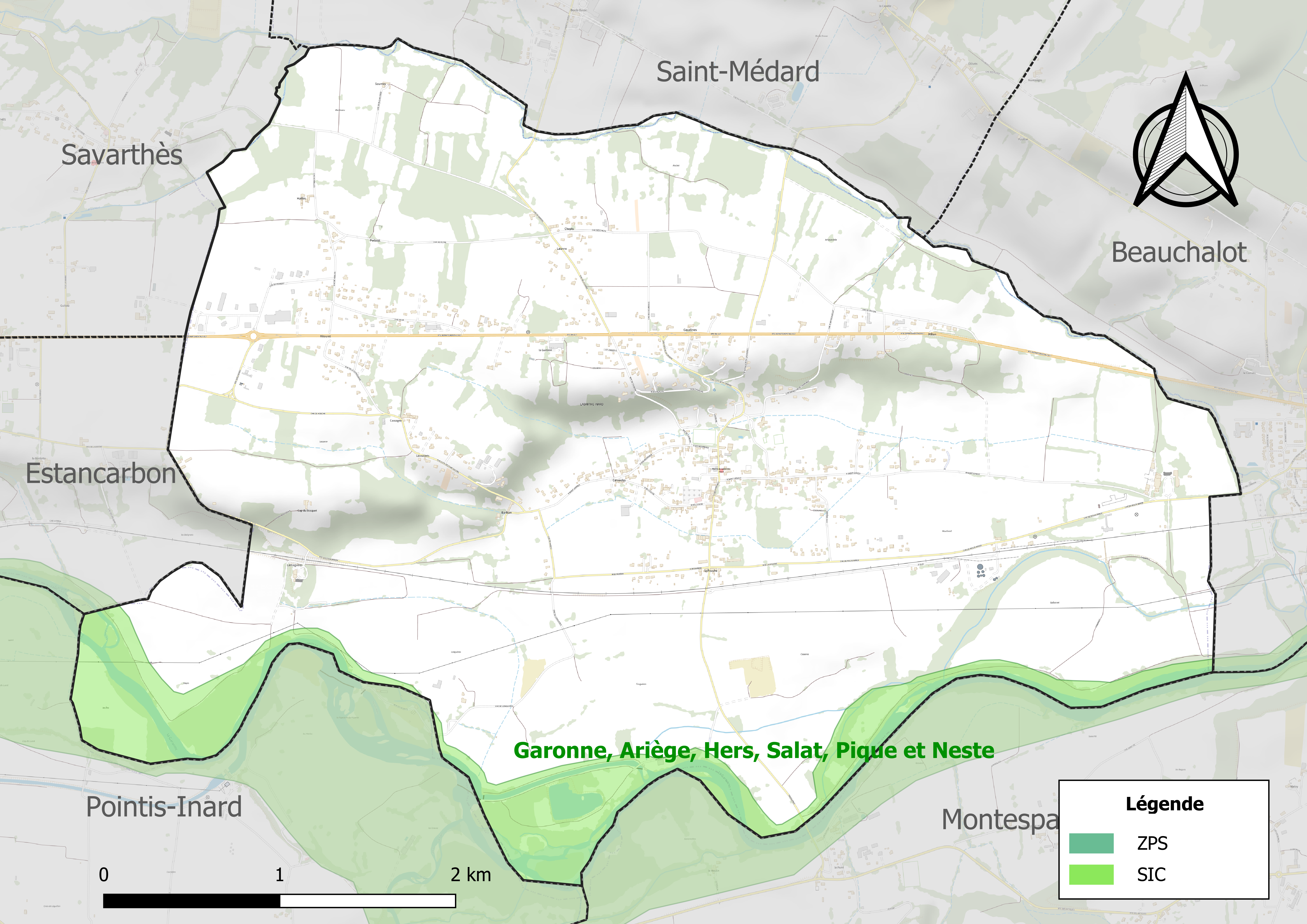
Site Natura 2000 sur le territoire communal.

Le réseau Natura 2000 est un réseau écologique européen de sites naturels d'intérêt écologique élaboré à partir des directives habitats et oiseaux, constitué de zones spéciales de conservation (ZSC) et de zones de protection spéciale (ZPS).
Un site Natura 2000 a été défini sur la commune au titre de la directive habitats : « Garonne, Ariège, Hers, Salat, Pique et Neste », d'une superficie de 9 581 ha, un réseau hydrographique pour les poissons migrateurs (zones de frayères actives et potentielles importantes pour le Saumon en particulier qui fait l'objet d'alevinages réguliers et dont des adultes atteignent déjà Foix sur l'Ariège.

#### Zones naturelles d'intérêt écologique, faunistique et floristique

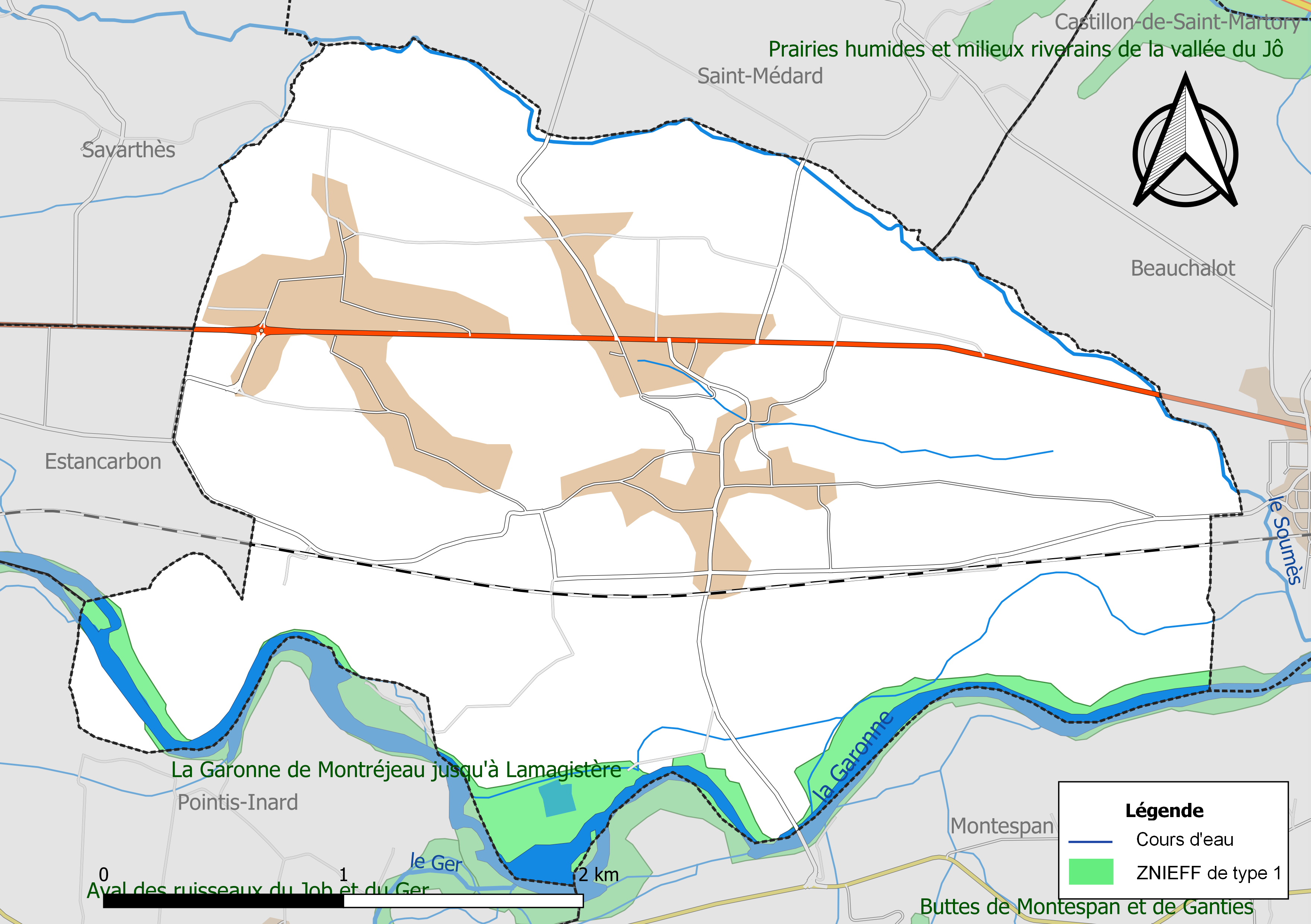
Carte de la ZNIEFF de type 1 localisées sur la commune.

L’inventaire des zones naturelles d'intérêt écologique, faunistique et floristique (ZNIEFF) a pour objectif de réaliser une couverture des zones les plus intéressantes sur le plan écologique, essentiellement dans la perspective d’améliorer la connaissance du patrimoine naturel national et de fournir aux différents décideurs un outil d’aide à la prise en compte de l’environnement dans l’aménagement du territoire.
Une ZNIEFF de type 1 est recensée sur la commune :
« la Garonne de Montréjeau jusqu'à Lamagistère » (5 075 ha), couvrant 92 communes dont 63 dans la Haute-Garonne, trois en Lot-et-Garonne et 26 en Tarn-et-Garonne et une ZNIEFF de type 2, : 
« la Garonne et milieux riverains, en aval de Montréjeau » (6 874 ha), couvrant 93 communes dont 64 dans la Haute-Garonne, trois en Lot-et-Garonne et 26 en Tarn-et-Garonne.

## Urbanisme

### Typologie
Au 1er janvier 2024, Labarthe-Inard est catégorisée commune rurale à habitat dispersé, selon la nouvelle grille communale de densité à sept niveaux définie par l'Insee en 2022.
Elle est située hors unité urbaine. Par ailleurs la commune fait partie de l'aire d'attraction de Saint-Gaudens, dont elle est une commune de la couronne,. Cette aire, qui regroupe 85 communes, est catégorisée dans les aires de moins de 50 000 habitants,.

### Occupation des sols
L'occupation des sols de la commune, telle qu'elle ressort de la base de données européenne d’occupation biophysique des sols Corine Land Cover (CLC), est marquée par l'importance des territoires agricoles (84,5 % en 2018), en diminution par rapport à 1990 (94,4 %). La répartition détaillée en 2018 est la suivante : 
zones agricoles hétérogènes (60,6 %), prairies (16,1 %), zones urbanisées (12,9 %), terres arables (7,8 %), forêts (2,6 %). L'évolution de l’occupation des sols de la commune et de ses infrastructures peut être observée sur les différentes représentations cartographiques du territoire : la carte de Cassini (XVIIIe siècle), la carte d'état-major (1820-1866) et les cartes ou photos aériennes de l'IGN pour la période actuelle (1950 à aujourd'hui).

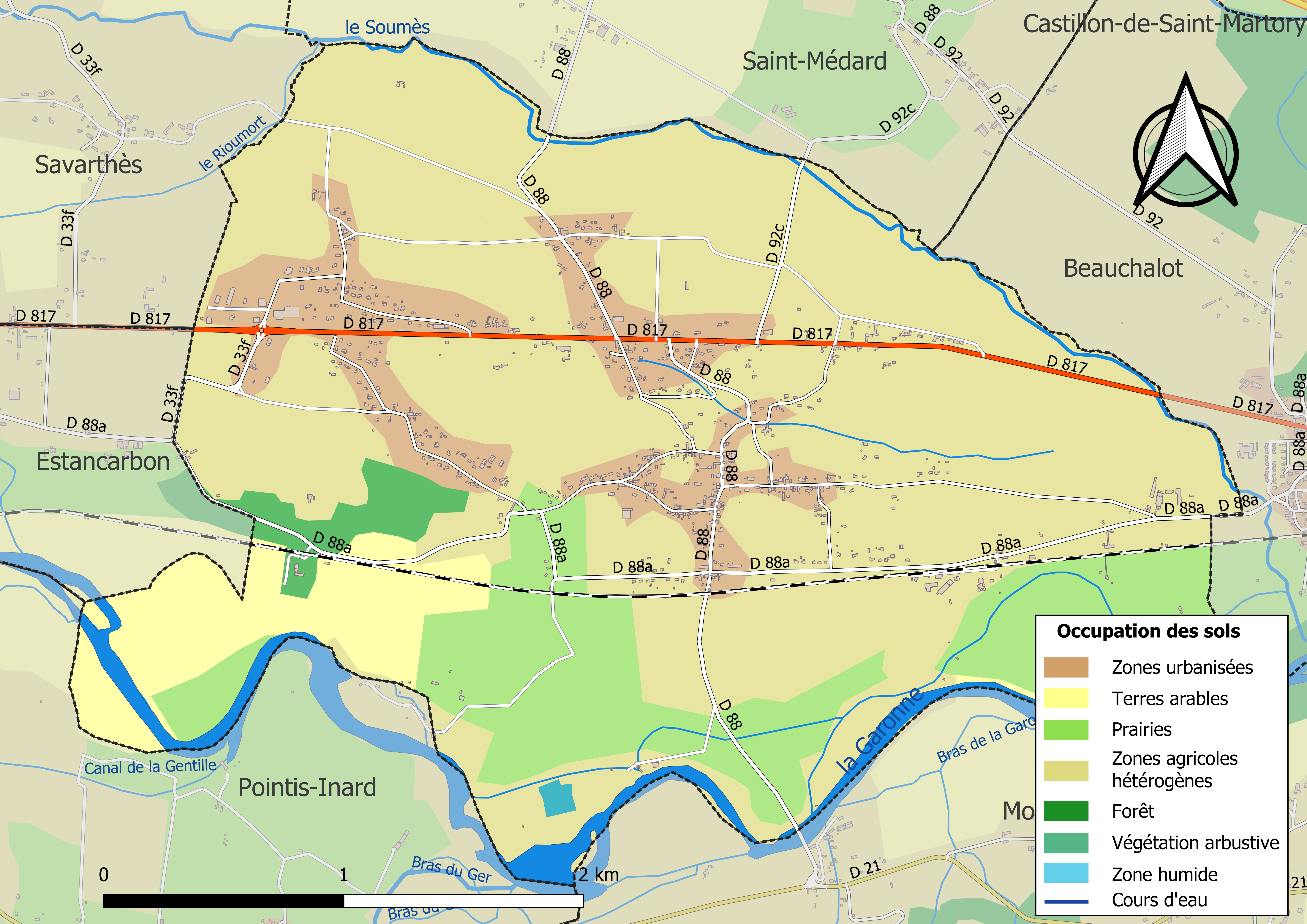
Carte des infrastructures et de l'occupation des sols de la commune en 2018 (CLC).

### Voies de communication et transports
Accès par l'autoroute A64 sortie no 18 et avec le réseau Arc-en-ciel ainsi qu'en gare de Labarthe-Inard.

#### La gare de Labarthe-Inard

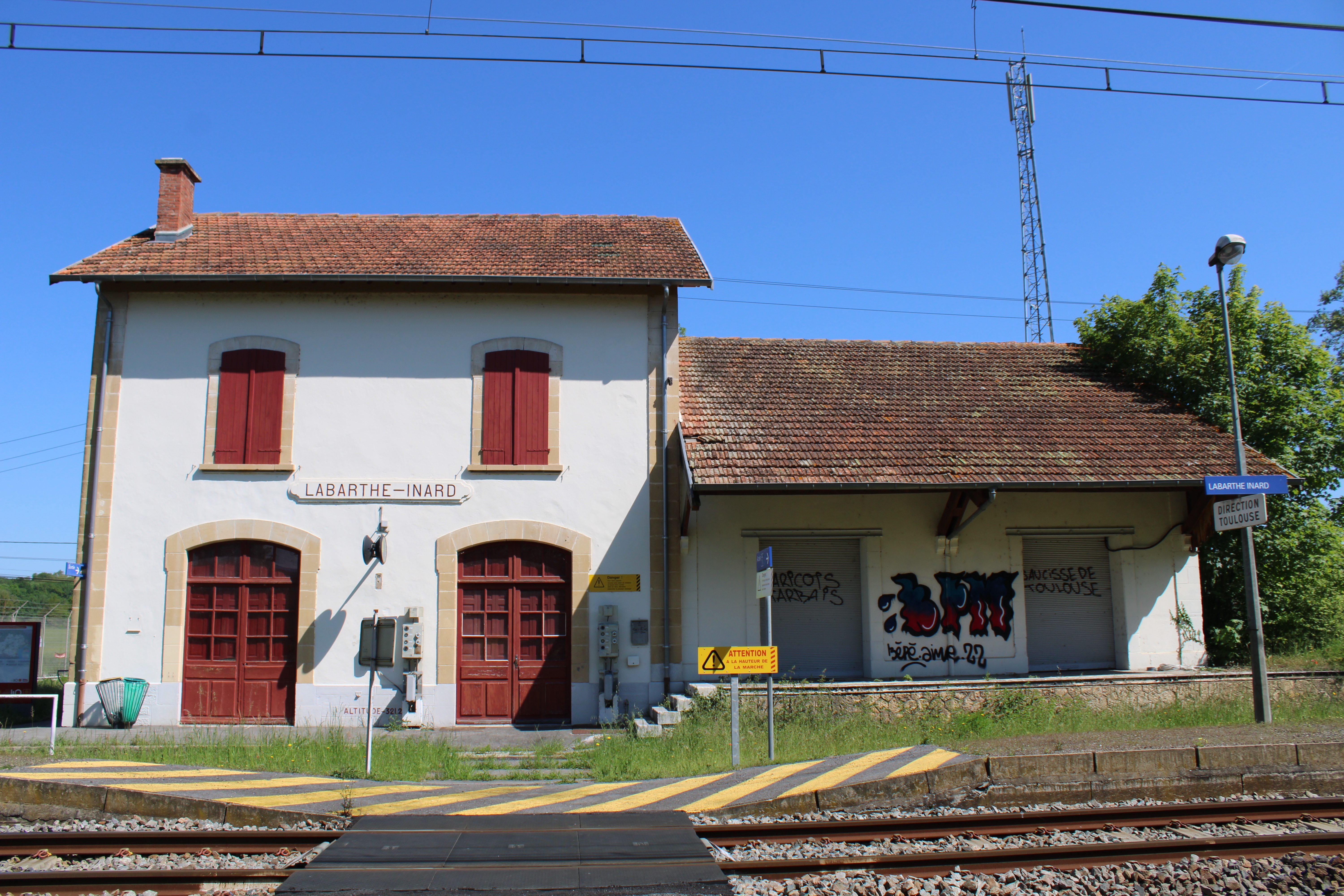
La gare de Labarthe-Inard en 2022.

De 1862 à 2020, Labarthe-Inard était desservi par la ligne de Toulouse à Bayonne.
En 2022, les trains ne s'arrêtent plus à la gare qui est aujourd'hui désaffectée.

### Risques majeurs
Le territoire de la commune de Labarthe-Inard est vulnérable à différents aléas naturels : météorologiques (tempête, orage, neige, grand froid, canicule ou sécheresse), inondations et séisme (sismicité modérée). Il est également exposé à un risque technologique, la rupture d'un barrage. Un site publié par le BRGM permet d'évaluer simplement et rapidement les risques d'un bien localisé soit par son adresse soit par le numéro de sa parcelle.

#### Risques naturels
Certaines parties du territoire communal sont susceptibles d’être affectées par le risque d’inondation par débordement de cours d'eau, notamment le Ger et le Soumès. La commune a été reconnue en état de catastrophe naturelle au titre des dommages causés par les inondations et coulées de boue survenues en 1982, 1999, 2009, 2018 et 2022,.

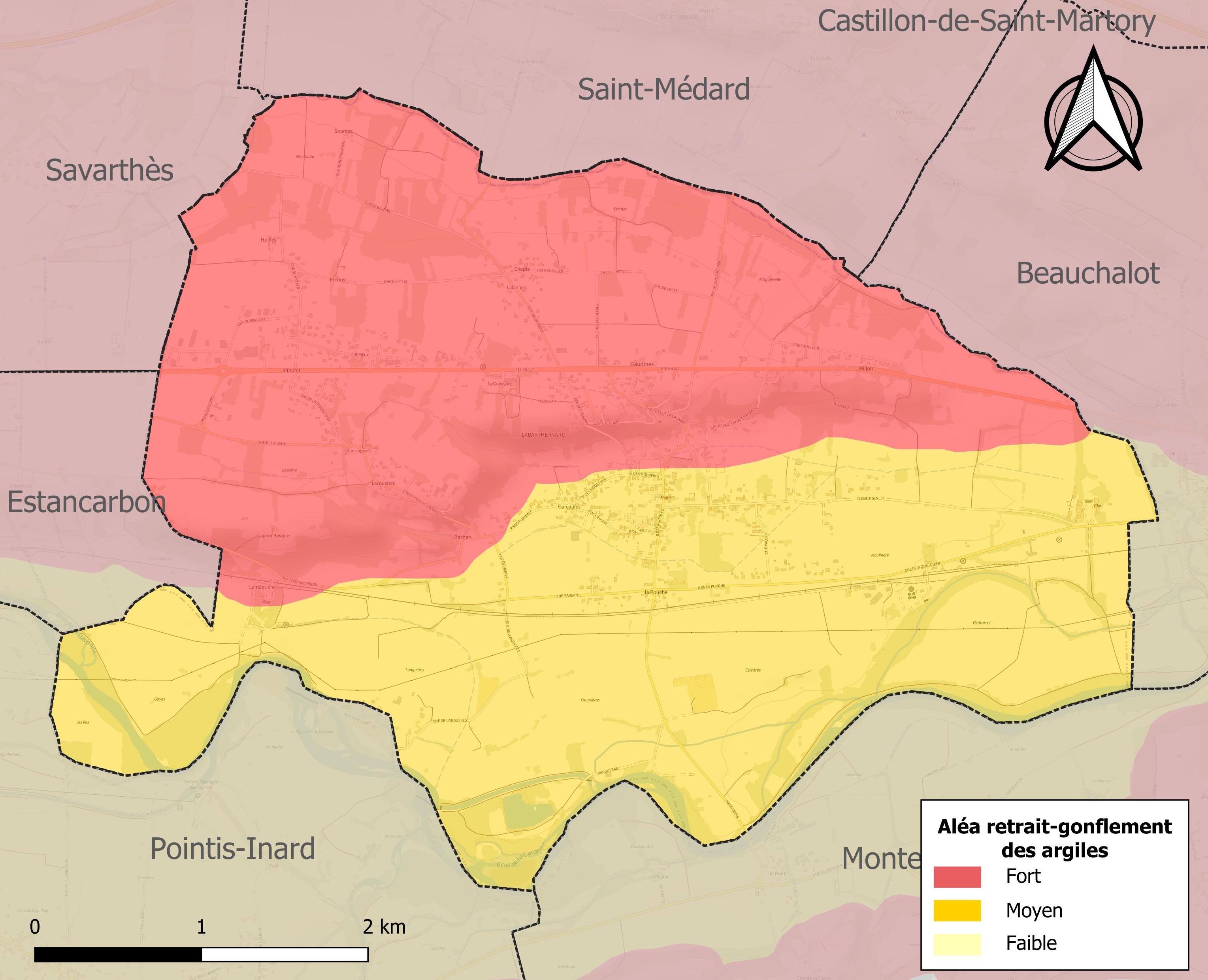
Carte des zones d'aléa retrait-gonflement des sols argileux de Labarthe-Inard.

Le retrait-gonflement des sols argileux est susceptible d'engendrer des dommages importants aux bâtiments en cas d’alternance de périodes de sécheresse et de pluie. La totalité de la commune est en aléa moyen ou fort (88,8 % au niveau départemental et 48,5 % au niveau national). Sur les 417 bâtiments dénombrés sur la commune en 2019, 417 sont en aléa moyen ou fort, soit 100 %, à comparer aux 98 % au niveau départemental et 54 % au niveau national. Une cartographie de l'exposition du territoire national au retrait gonflement des sols argileux est disponible sur le site du BRGM,.
Par ailleurs, afin de mieux appréhender le risque d’affaissement de terrain, l'inventaire national des cavités souterraines permet de localiser celles situées sur la commune.
Concernant les mouvements de terrains, la commune a été reconnue en état de catastrophe naturelle au titre des dommages causés par la sécheresse en 1989, 1993 et 2002 et par des mouvements de terrain en 1999 et 2014.

#### Risques technologiques
La commune est en outre située en aval des barrages du Portillon, de Cap de Long (Hautes-Pyrénées) et de l'Oule (Hautes-Pyrénées). À ce titre elle est susceptible d’être touchée par l’onde de submersion consécutive à la rupture d'un de ces ouvrages.

## Toponymie
Le nom : Labarthe doit provenir du mot ancien bart ou barth ce qui signifie marécage et même boue en liaison avec les sources. Le nom Inard a été ajouté au Moyen Âge, Pointis et Labarthe Inardis appartenaient à Isnardus.

## Histoire
Il a existé au Moyen Âge une famille de La Barthe. Parmi les représentants successifs de cette famille de la branche des seigneurs de La Barthe-Ynard, nous citerons :
- Arnaud-Guilhem de la Barthe, né vers 1150 et marié à Navarre de Miramont, d'où :
- Sanche de La Barthe, né vers 1185 et décédé en 1235 et marié à Mathilde de Comminges (née en 1198), d'où :
- Honorée de La Barthe née vers 1220, dame héritière de La Barthe et mariée en 1252 à Azémar 1er de Mauléon, d'où :
- Bernard de Mauléon né vers 1255 et cité comme seigneur de La Barthe-Inard en 1304, d'où :
- Azémar II de Mauléon (1281-1347), d'où :
- Bernard de Mauléon (1340-1392), d'où :
- Cécile 1ère de Mauléon, née vers 1375, dame héritière de La Barthe-Inard et qui épouse vers 1395 Jean de Coret, d'où :
- Bertrand de Coret de Labarthe-Inard (vers 1400-1469), d'où :
- Jean de Labarthe-Inard né vers 1425 marié vers 1450 à Isabelle Faydit de Terssac.

### Carte de Cassini
|  |

La carte de Cassini ci-contre montre qu'au milieu du XVIIIè siècle, Labarthe-Inard  était une paroisse située sur la rive droite de la Garonne. 

Le terroir du village, délimité au nord par la rivière Le Soumès et au sud par la Garonne, est traversé d'est en ouest par le chemin de St-Gaudens à St-Martory,aujourd'hui D 817.

Deux moulins à eau fonctionnaient à cette époque sur le fleuve.

De nombreux hameaux (Serris, Gaudines, les Saumés, la Bourdette, Galignac, la Guinson, dont le nom est évoqué de nos jours par le Chemin de la Guinsoune) et de nombreuses fermes (Gabaret, Millon, Guinolle) parsemaient le plateau. Les habitants vivaient essentiellement de la culture et de l'élevage.

## Politique et administration

### Administration municipale
Le nombre d'habitants au recensement de 2011 étant compris entre 500 et 1 499 habitants, le nombre de membres du conseil municipal pour l'élection de 2014 est de quinze,.

### Rattachements administratifs et électoraux
Commune faisant partie de la huitième circonscription de la Haute-Garonne, de la communauté de communes Cœur et Coteaux de Comminges et du canton de Saint-Gaudens. Avant le 1er janvier 2017 Labarthe-Inard faisait partie de la communauté de communes du Saint-Gaudinois.
La commune est également membre du SIVOM de Saint-Gaudens Montréjeau Aspet Magnoac.

### Liste des maires

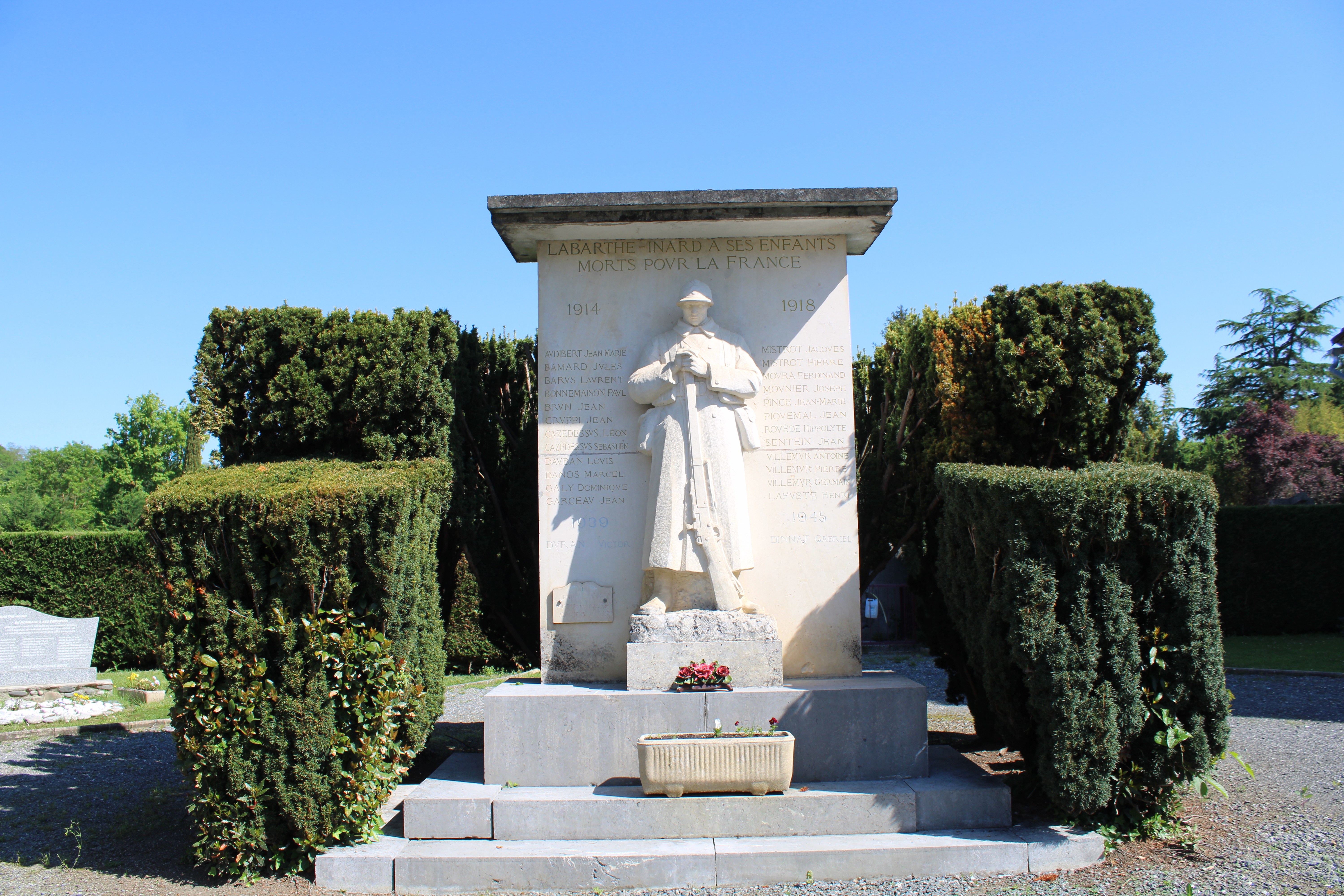
Le monument aux morts.

| Période                                  | Période  | Identité         | Étiquette | Qualité                            |
| ---------------------------------------- | -------- | ---------------- | --------- | ---------------------------------- |
| juin 1995                                | 2014     | Christian Thore  |           |                                    |
| 2014                                     | En cours | Jacques Albenque | SE        | retraité des entreprises publiques |
| Les données manquantes sont à compléter. |          |                  |           |                                    |

## Population et société

### Démographie
| 1793 | 1800 | 1806 | 1821 | 1831 | 1836 | 1841 | 1846 | 1851 |
| ---- | ---- | ---- | ---- | ---- | ---- | ---- | ---- | ---- |
| 572  | 667  | 568  | 597  | 799  | 848  | 823  | 807  | 830  |

| 1856 | 1861 | 1866 | 1872 | 1876 | 1881 | 1886 | 1891 | 1896 |
| ---- | ---- | ---- | ---- | ---- | ---- | ---- | ---- | ---- |
| 781  | 751  | 767  | 703  | 694  | 714  | 664  | 645  | 661  |

| 1901 | 1906 | 1911 | 1921 | 1926 | 1931 | 1936 | 1946 | 1954 |
| ---- | ---- | ---- | ---- | ---- | ---- | ---- | ---- | ---- |
| 695  | 709  | 623  | 568  | 602  | 581  | 534  | 463  | 486  |

| 1962 | 1968 | 1975 | 1982 | 1990 | 1999 | 2005 | 2006 | 2010 |
| ---- | ---- | ---- | ---- | ---- | ---- | ---- | ---- | ---- |
| 522  | 559  | 590  | 614  | 762  | 781  | 826  | 825  | 875  |

| 2015 | 2020 | 2022 | - | - | - | - | - | - |
| ---- | ---- | ---- | - | - | - | - | - | - |
| 865  | 867  | 872  | - | - | - | - | - | - |

| selon la population municipale des années : | 1968 | 1975 | 1982 | 1990 | 1999 | 2006 | 2009 | 2013 |
| Rang de la commune dans le département      | 130  | 130  | 139  | 148  | 165  | 175  | 176  | 177  |
| Nombre de communes du département           | 592  | 582  | 586  | 588  | 588  | 588  | 589  | 589  |

### Enseignement
L'éducation est assurée sur la commune par un groupe scolaire : maternelle et primaire.

### Santé
Un médecin est présent sur la commune.

### Culture et festivité
Salle des fêtes, fête des plantations,

### Activités sportives
Football, basket-ball, tennis, pétanque, gymnastique,

## Économie

### Revenus
En 2018  (données Insee publiées en septembre 2021), la commune compte 358 ménages fiscaux, regroupant 873 personnes. La médiane du revenu disponible par unité de consommation est de 20 660 € (23 140 € dans le département).

### Emploi
|                | 2008  | 2013  | 2018  |
| -------------- | ----- | ----- | ----- |
| Commune        | 7,2 % | 9,1 % | 6,2 % |
| Département    | 7,7 % | 9,6 % | 9,3 % |
| France entière | 8,3 % | 10 %  | 10 %  |

En 2018, la population âgée de 15 à 64 ans s'élève à 526 personnes, parmi lesquelles on compte 74,6 % d'actifs (68,4 % ayant un emploi et 6,2 % de chômeurs) et 25,4 % d'inactifs,. Depuis 2008, le taux de chômage communal (au sens du recensement) des 15-64 ans est inférieur à celui de la France et du département.
La commune fait partie de la couronne de l'aire d'attraction de Saint-Gaudens, du fait qu'au moins 15 % des actifs travaillent dans le pôle,. Elle compte 271 emplois en 2018, contre 289 en 2013 et 266 en 2008. Le nombre d'actifs ayant un emploi résidant dans la commune est de 364, soit un indicateur de concentration d'emploi de 74,6 % et un taux d'activité parmi les 15 ans ou plus de 55 %.
Sur ces 364 actifs de 15 ans ou plus ayant un emploi, 62 travaillent dans la commune, soit 17 % des habitants. Pour se rendre au travail, 91 % des habitants utilisent un véhicule personnel ou de fonction à quatre roues, 0,8 % les transports en commun, 3,8 % s'y rendent en deux-roues, à vélo ou à pied et 4,4 % n'ont pas besoin de transport (travail au domicile).

### Activités hors agriculture

#### Secteurs d'activités
100 établissements sont implantés  à Labarthe-Inard au 31 décembre 2019. Le tableau ci-dessous en détaille le nombre par secteur d'activité et compare les ratios avec ceux du département,.
| Secteur d'activité                                                                                        | Commune | Commune | Département |
| Secteur d'activité                                                                                        | Nombre  | %       | %           |
| --- | ------- | ------- | ----------- |
| Ensemble                                                                                                  | 100     | 100 %   | (100 %)     |
| Industrie manufacturière, industries extractives et autres                                                | 12      | 12 %    | (5,7 %)     |
| Construction                                                                                              | 28      | 28 %    | (12 %)      |
| Commerce de gros et de détail, transports, hébergement et restauration                                    | 35      | 35 %    | (25,9 %)    |
| Information et communication                                                                              | 1       | 1 %     | (4,1 %)     |
| Activités financières et d'assurance                                                                      | 2       | 2 %     | (3,8 %)     |
| Activités immobilières                                                                                    | 1       | 1 %     | (4,2 %)     |
| Activités spécialisées, scientifiques et techniques et activités de services administratifs et de soutien | 14      | 14 %    | (19,8 %)    |
| Administration publique, enseignement, santé humaine et action sociale                                    | 2       | 2 %     | (16,6 %)    |
| Autres activités de services                                                                              | 5       | 5 %     | (7,9 %)     |

Le secteur du commerce de gros et de détail, des transports, de l'hébergement et de la restauration est prépondérant sur la commune puisqu'il représente 35 % du nombre total d'établissements de la commune (35 sur les 100 entreprises implantées à Labarthe-Inard), contre 25,9 % au niveau départemental.

#### Entreprises et commerces
Les cinq entreprises ayant leur siège social sur le territoire communal qui génèrent le plus de chiffre d'affaires en 2020 sont : 
- Sait Sud Ouest, travaux d'isolation (4 741 k€)
- Apyagri, commerce de gros (commerce interentreprises) de matériel agricole (4 359 k€)
- E-Drill, ingénierie, études techniques (1 598 k€)
- Logeas Informatique, conseil en systèmes et logiciels informatiques (228 k€)
- Millet Patrimoine, conseil pour les affaires et autres conseils de gestion (156 k€)

Se trouvent à Labarthe-Inard une épicerie, un café, un salon de coiffure, deux hôtels restaurants, deux plombiers.. et en bordure ou proximité de la RN 117 : 21 entreprises commerciales et artisanales sur la zone d'activités de Perbost

### Agriculture
La commune est dans « La Rivière », une petite région agricole localisée dans le sud du département de la Haute-Garonne, constituant la partie piémont au relief plus doux que les Pyrénées centrales la bordant au sud et où la vallée de la Garonne s’élargit. En 2020, l'orientation technico-économique de l'agriculture sur la commune est la polyculture et/ou le polyélevage.
|               | 1988 | 2000 | 2010 | 2020 |
| ------------- | ---- | ---- | ---- | ---- |
| Exploitations | 22   | 17   | 7    | 10   |
| SAU (ha)      | 487  | 443  | 269  | 325  |

Le nombre d'exploitations agricoles en activité et ayant leur siège dans la commune est passé de 22 lors du recensement agricole de 1988  à 17 en 2000 puis à 7 en 2010 et enfin à 10 en 2020, soit une baisse de 55 % en 32 ans. Le même mouvement est observé à l'échelle du département qui a perdu pendant cette période 57 % de ses exploitations,. La surface agricole utilisée sur la commune a également diminué, passant de 487 ha en 1988 à 325 ha en 2020. Parallèlement la surface agricole utilisée moyenne par exploitation a augmenté, passant de 22 à 33 ha.

## Culture locale et patrimoine

### Lieux et monuments
- L’église dédiée à saint Cirice (saint Cyr) : De style roman, il n’en reste que deux fenêtres et un oculus tous obturés au XVIIIe siècle, et le chrisme en marbre au-dessus de la porte, l’église était basse et plus petite. La porte actuelle de style gothique date du XVIe siècle. L’aspect actuel découle de la fin du XVIIIe siècle, en particulier le clocher et ses cinq cloches, les fenêtres romanes ont été fermées et cinq ouvertures ouvertes en demi-lunes. À la Révolution, deux cloches sont prélevées et les deux ouvertures inférieures maçonnées. La voûte intérieure a été rénovée au milieu du XIXe siècle, enfin la nef actuelle tient à la restructuration réalisée par l’abbé Dumail dans les années 1970 : mise en valeur de l’autel tombeau et de la chaire entre autres[7].
- L'église de la Nativité-de-la-Sainte-Vierge est inscrite au titre des monuments historiques depuis 1950[50].

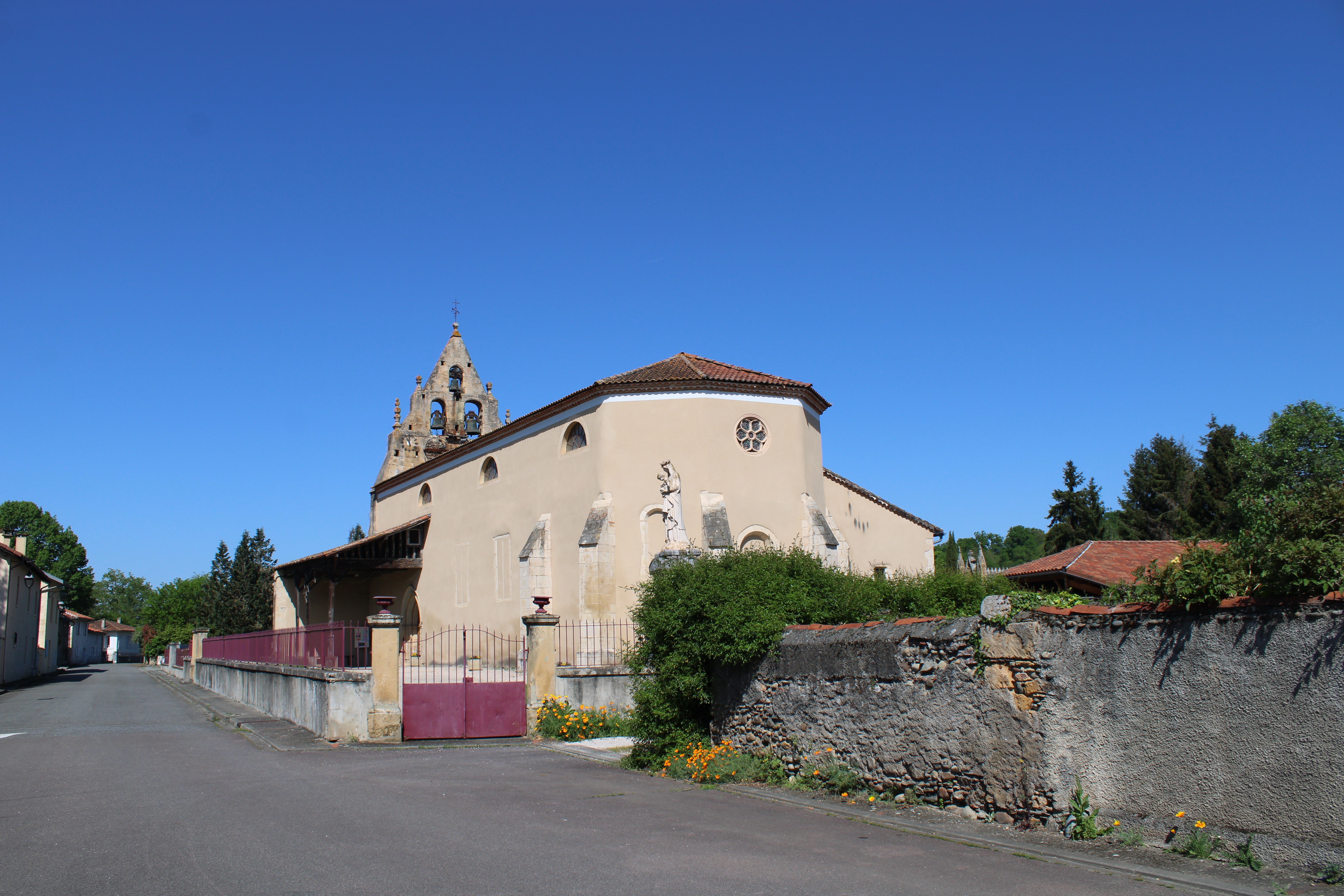
Vue de l'église et de son clocher-mur.
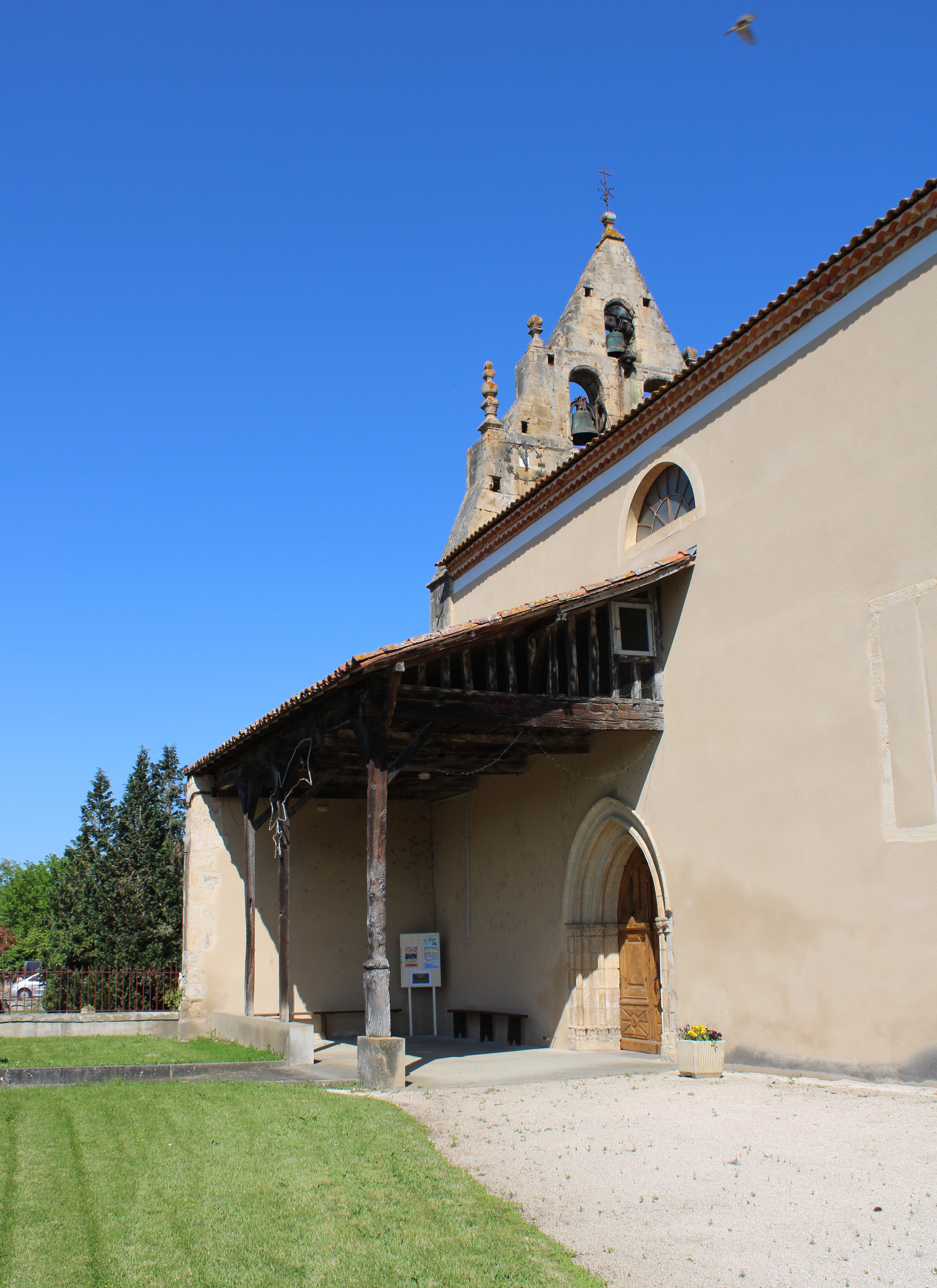
Le porche abrité par un auvent.
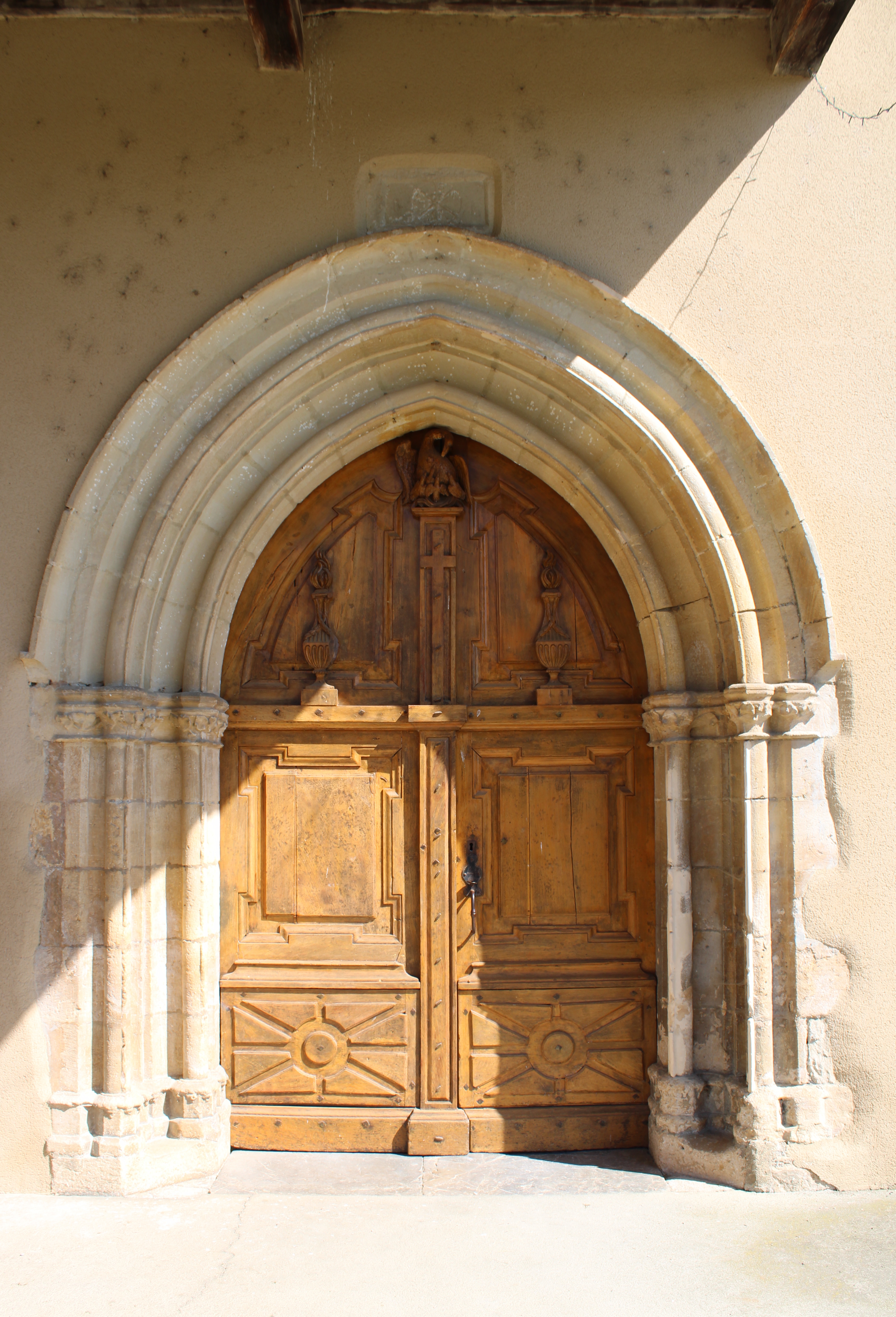
Le porche du 15è siècle de style gothique.
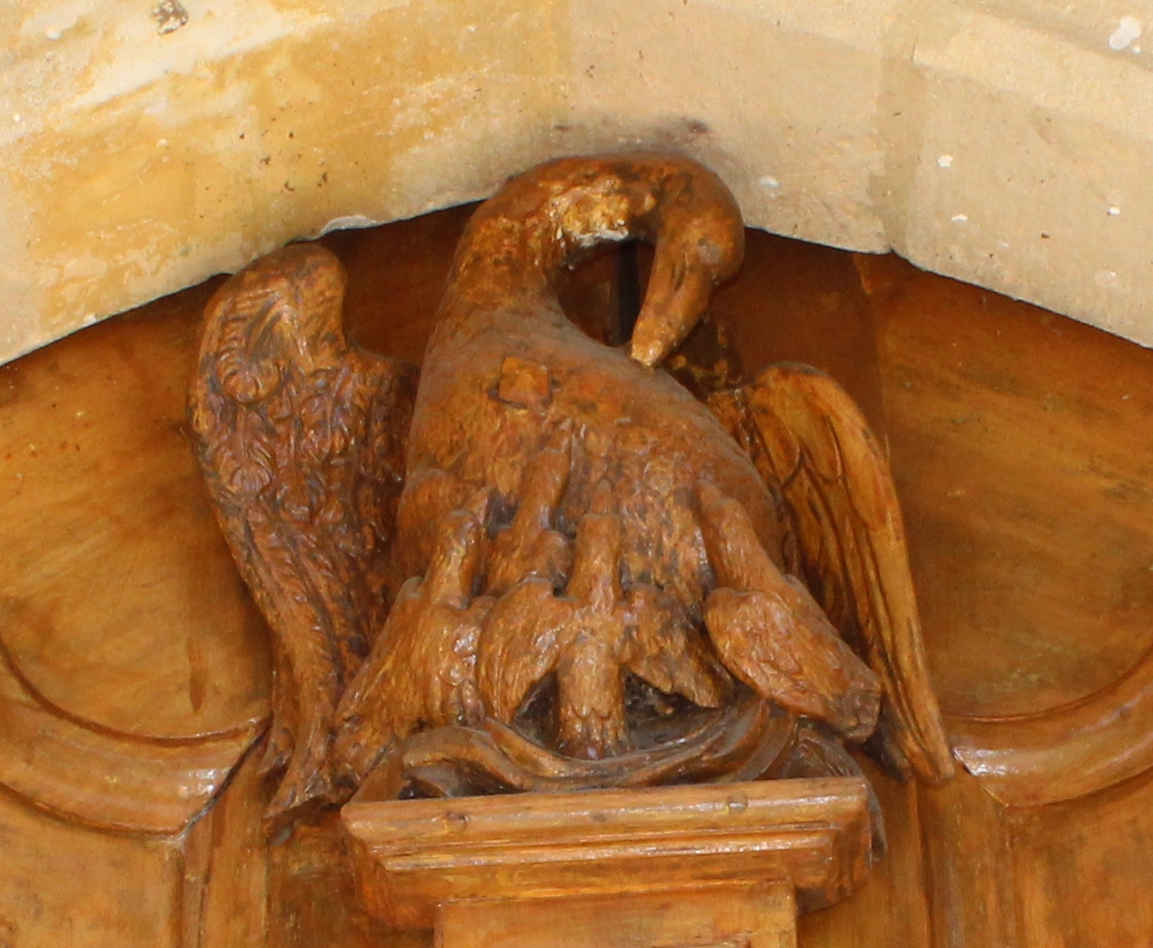
Détail des sculptures du porche: cygne avec quatre petits.
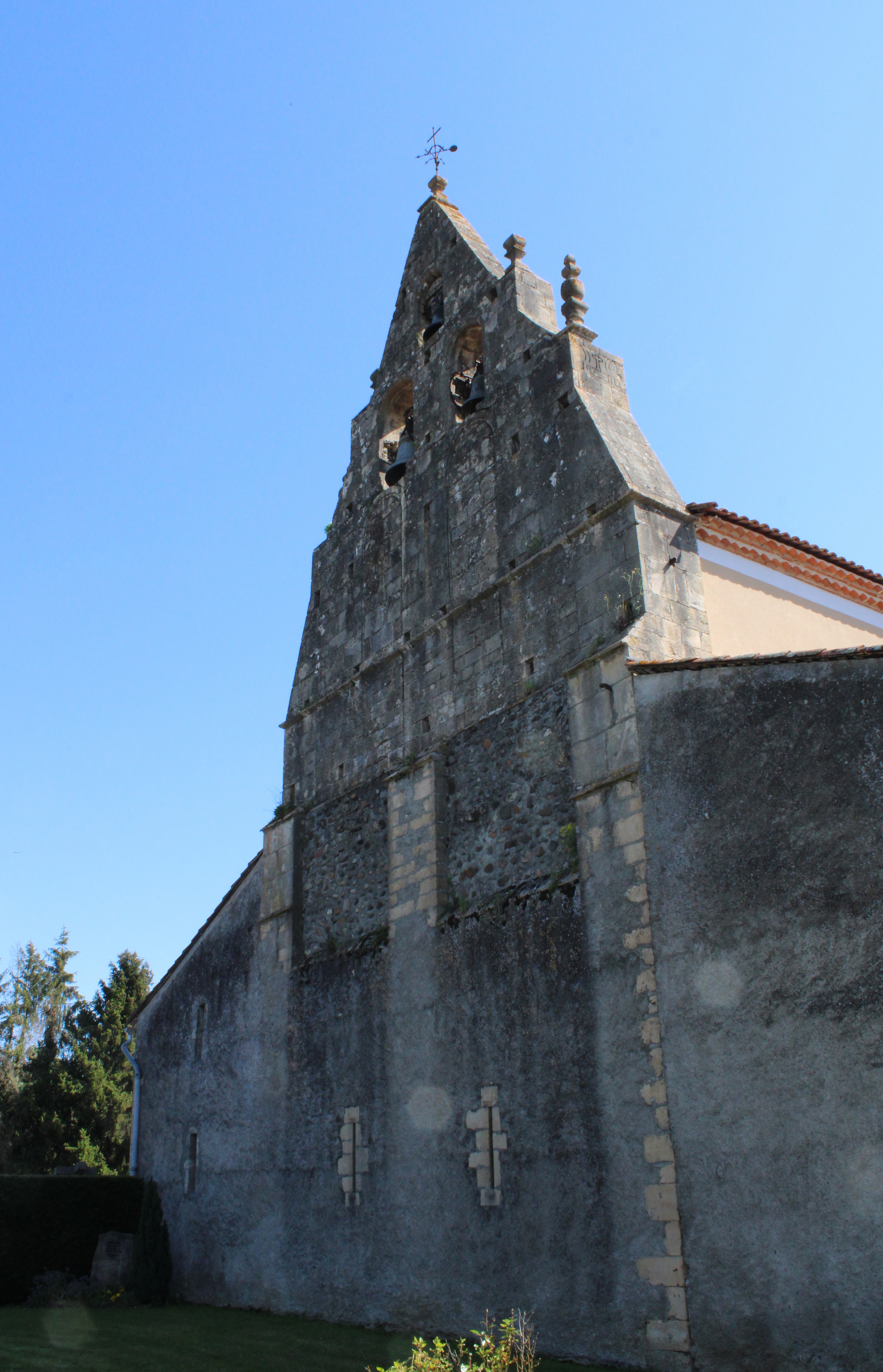
Le clocher mur avec ses trois cloches.

- Chapelle Saint-Genest[51].
- Le chemin de croix

La commune a  la particularité de posséder un chemin de croix extérieur situé sur les hauteurs, près du lavoir. Les stations de la passion du christ sont représentées par une croix métallique d'environ 1,50 m de haut, sur un socle de pierre sur lequel  sont gravés le numéro de la station et l'intitulé.

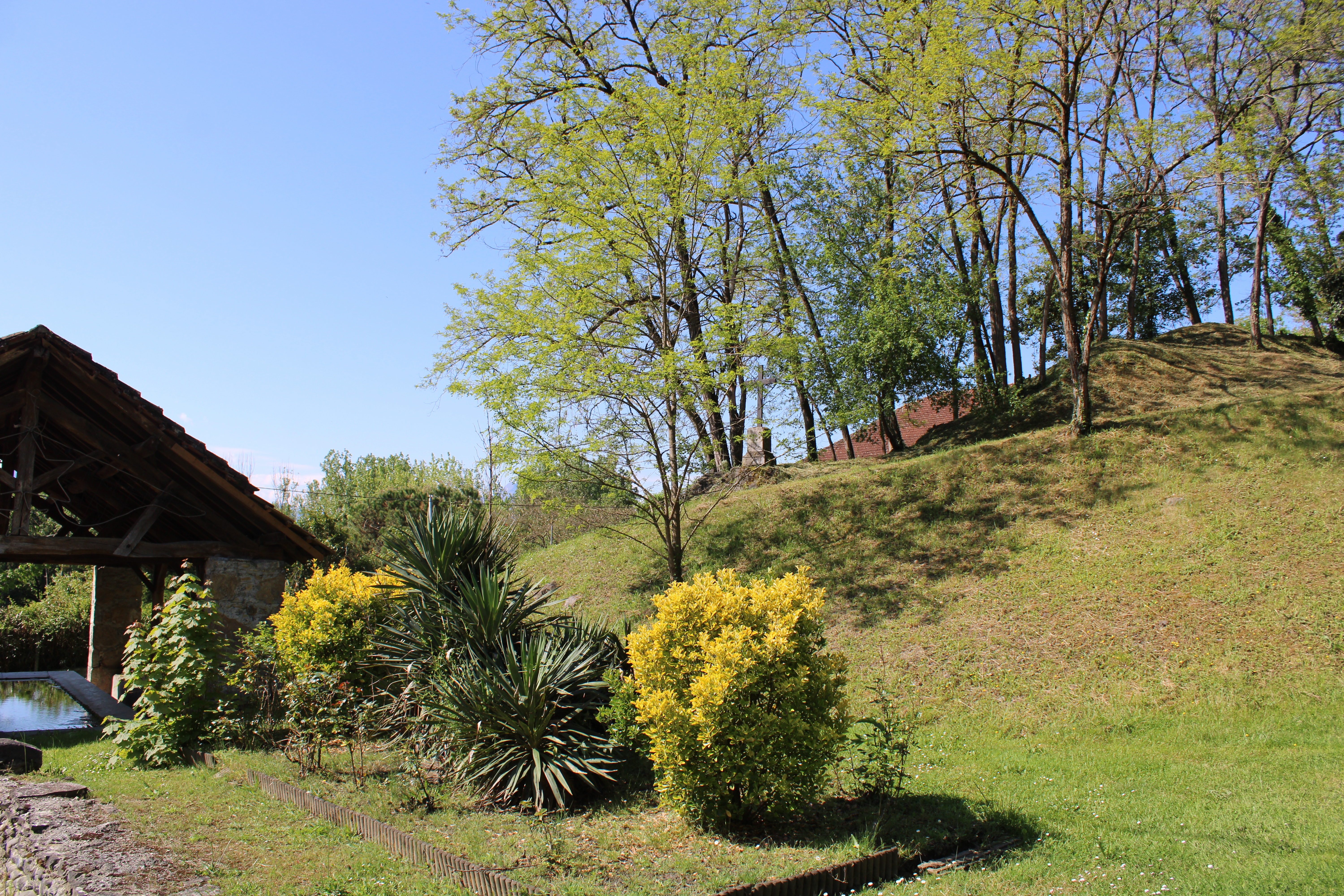
Le lavoir et le début du chemin de croix.
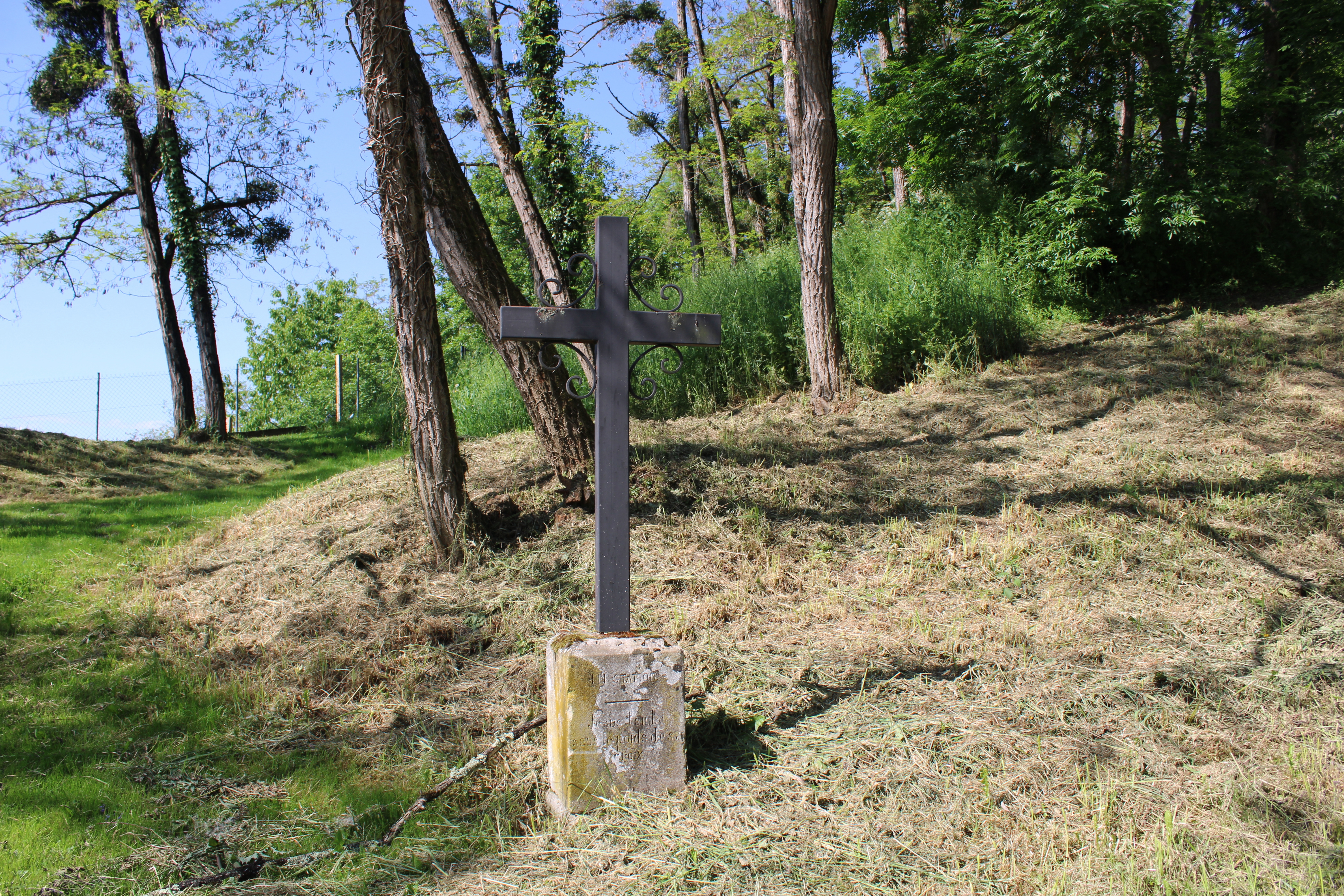
La station III Jésus tombe sous le poids de sa croix.
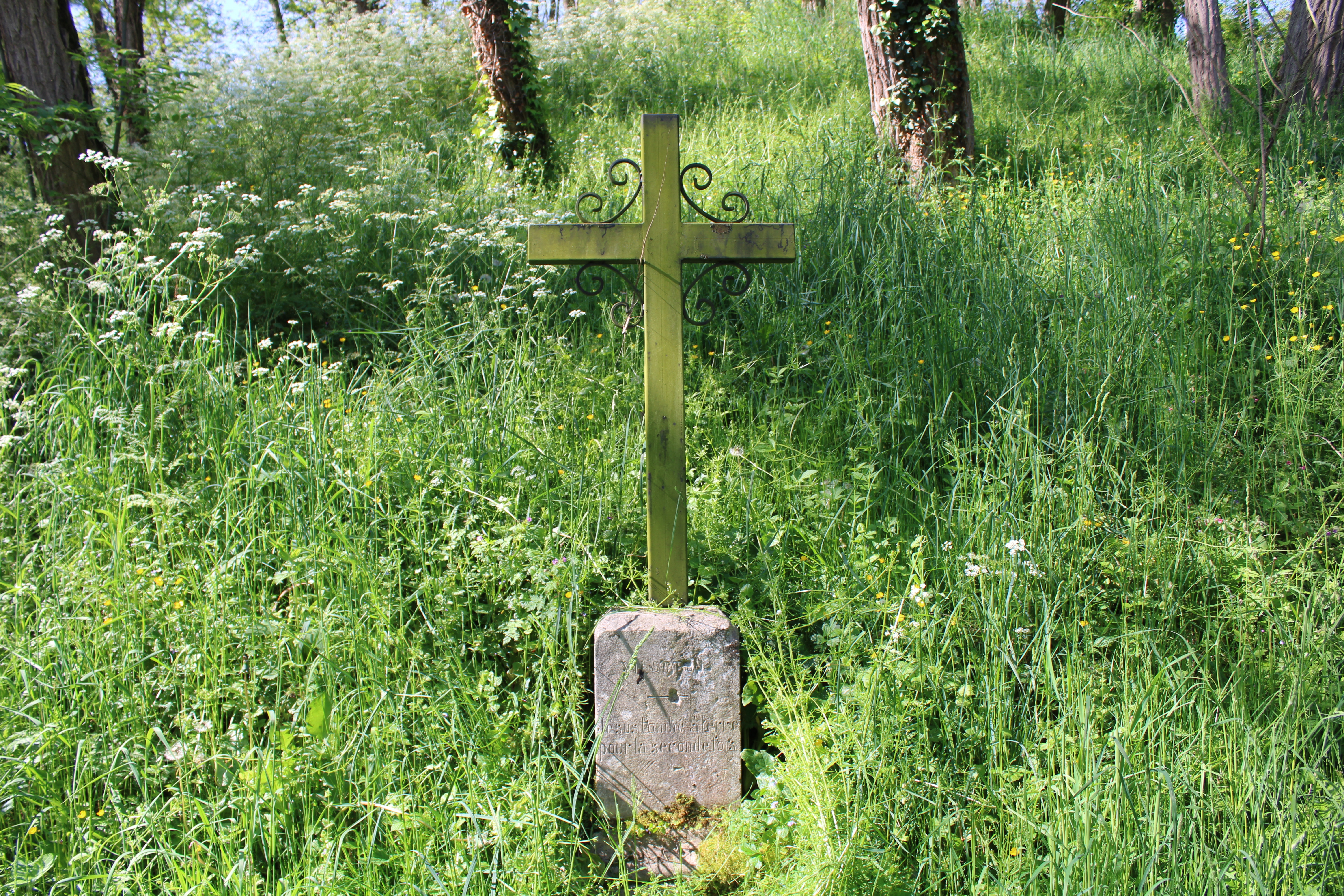
La station VII Jésus tombe à terre pour la seconde fois..
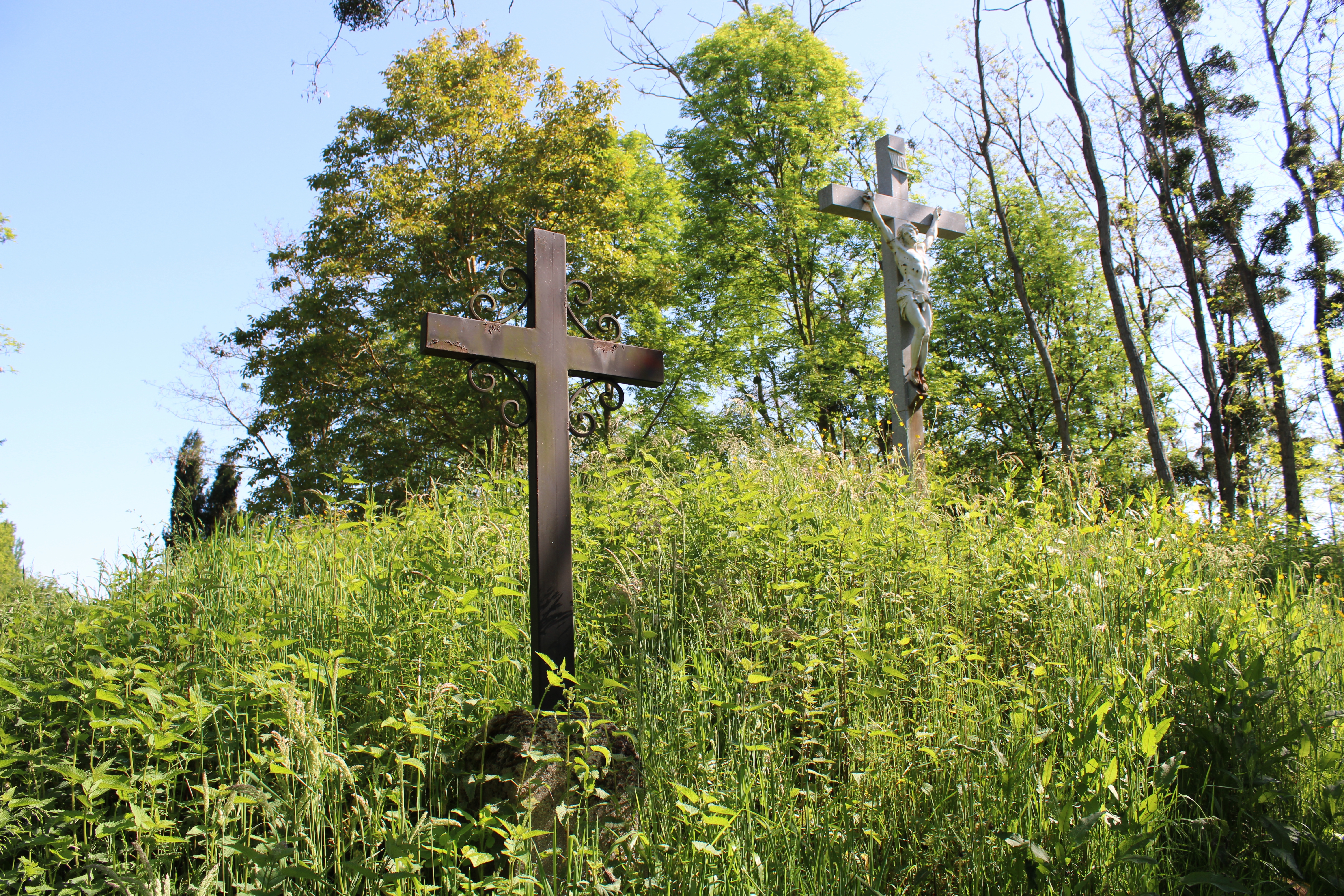
La station XIII.
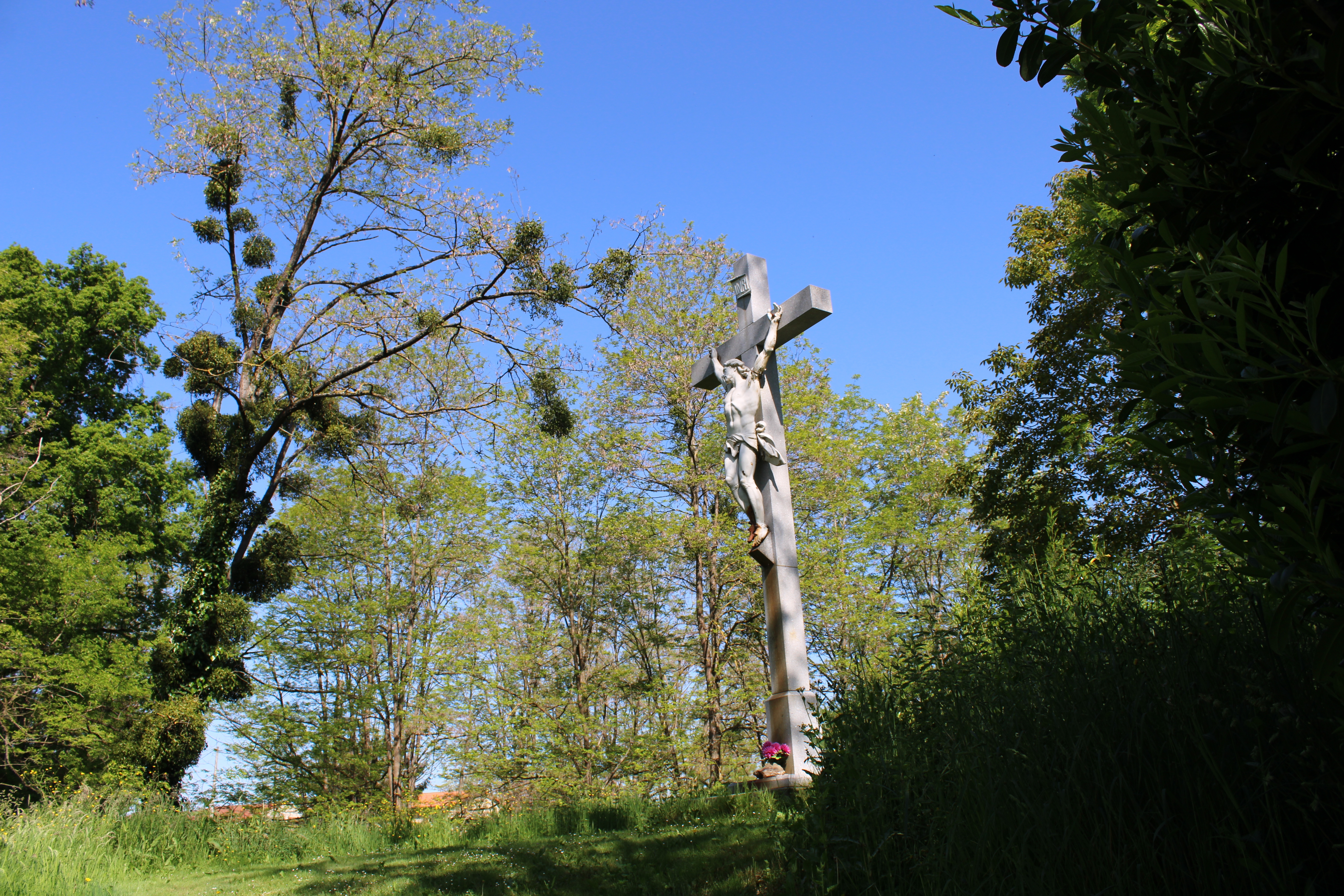
Le calvaire marquant la 14è station.

## Galerie

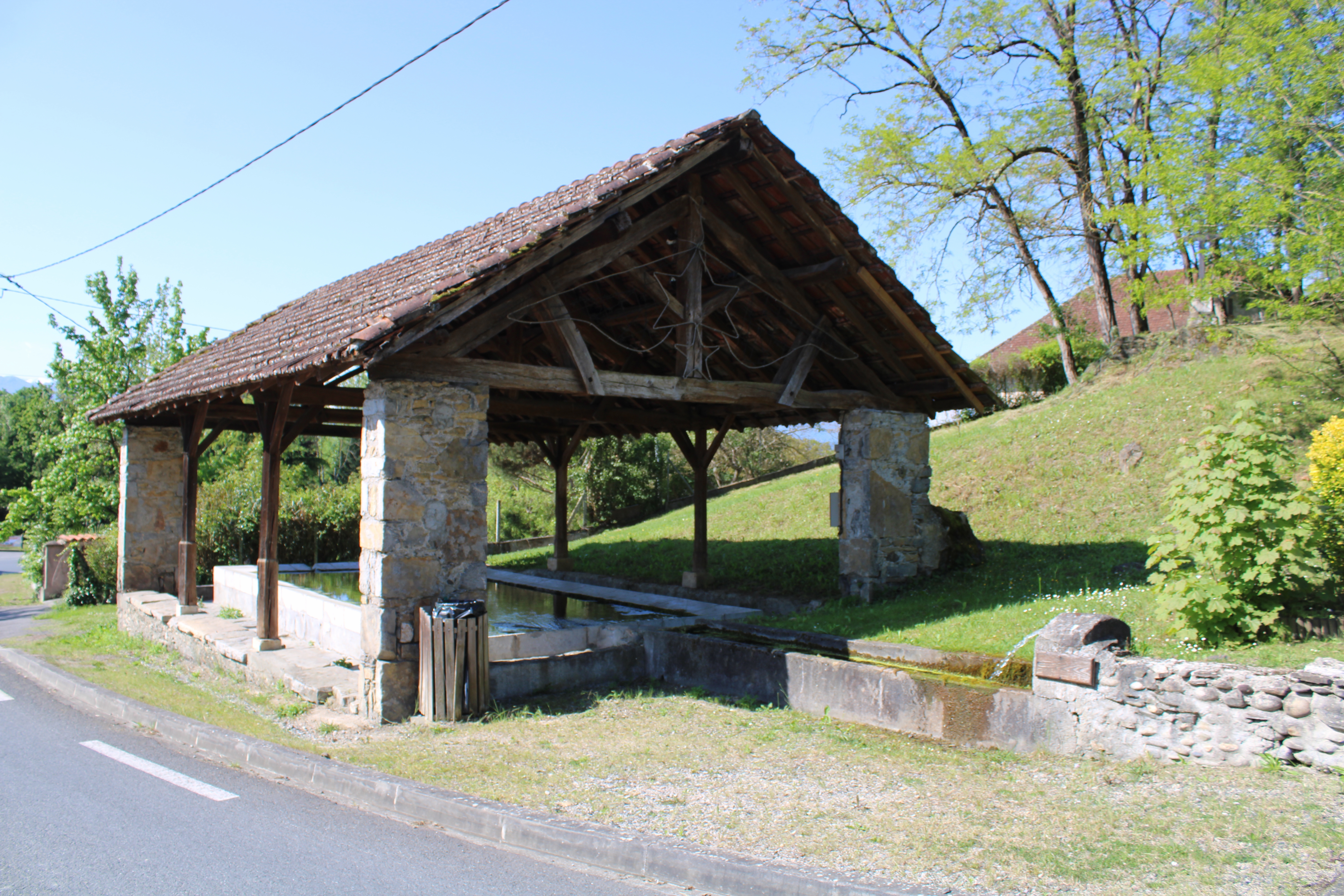
Le lavoir.
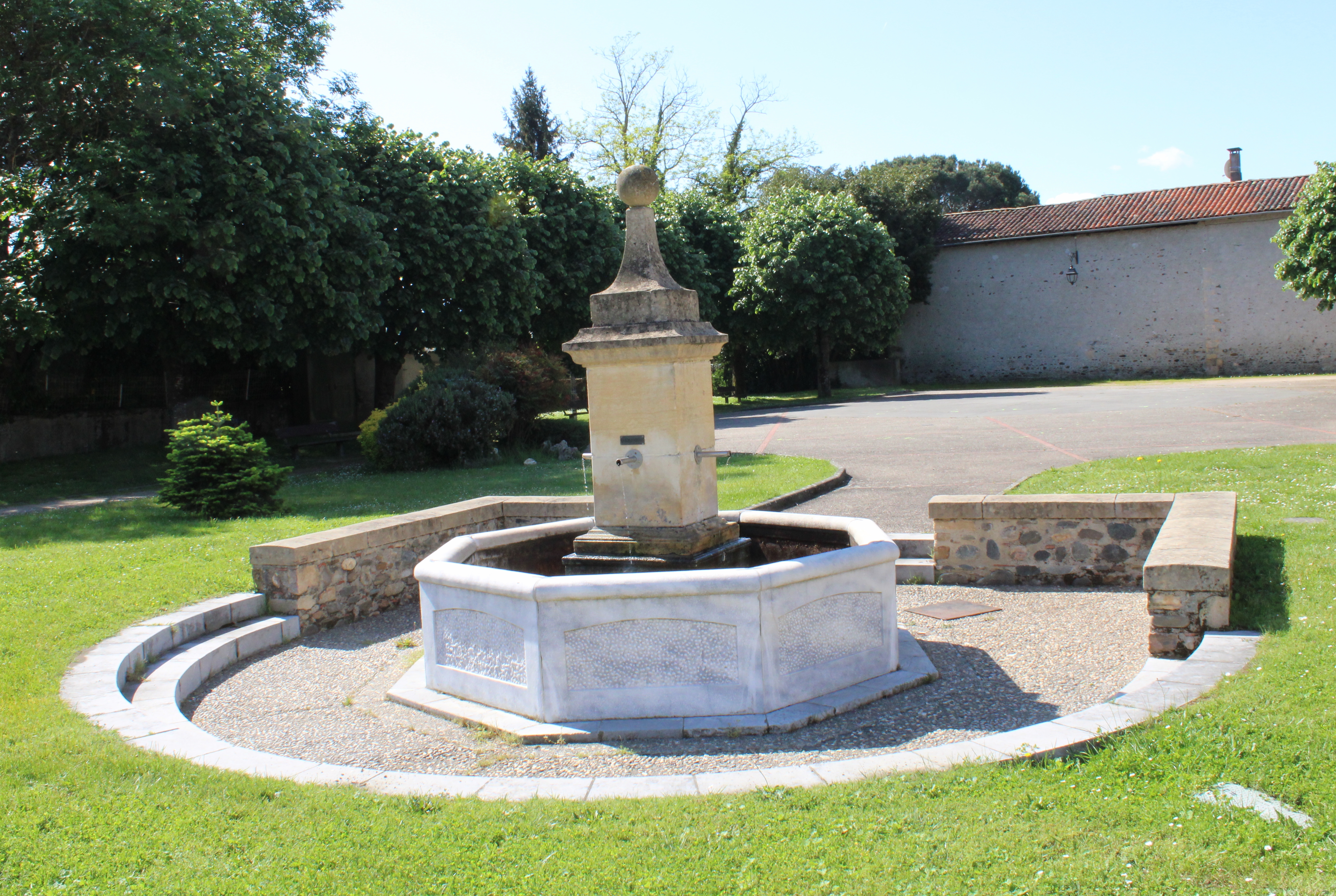
La fontaine.
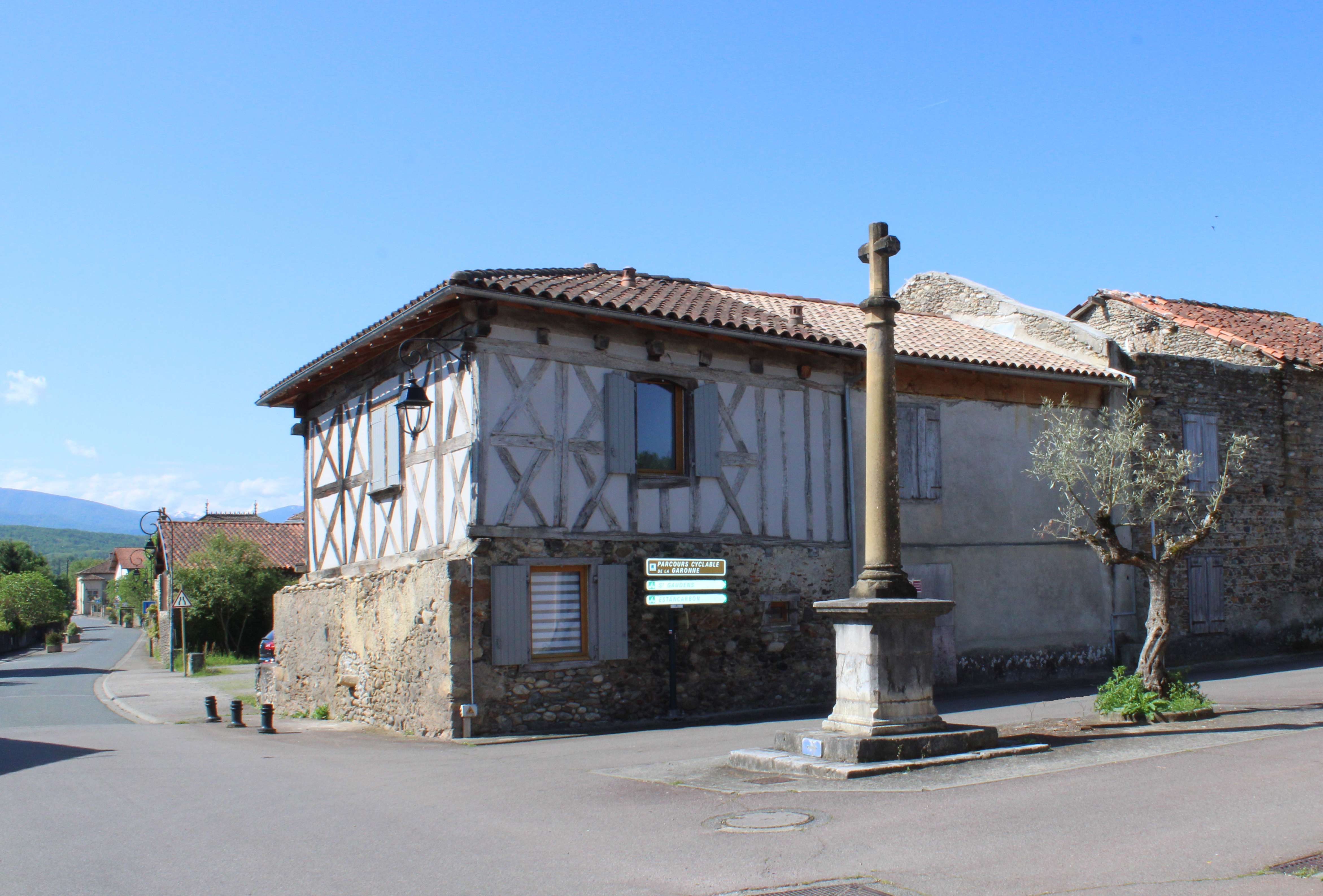
Maison ancienne et croix de chemin.
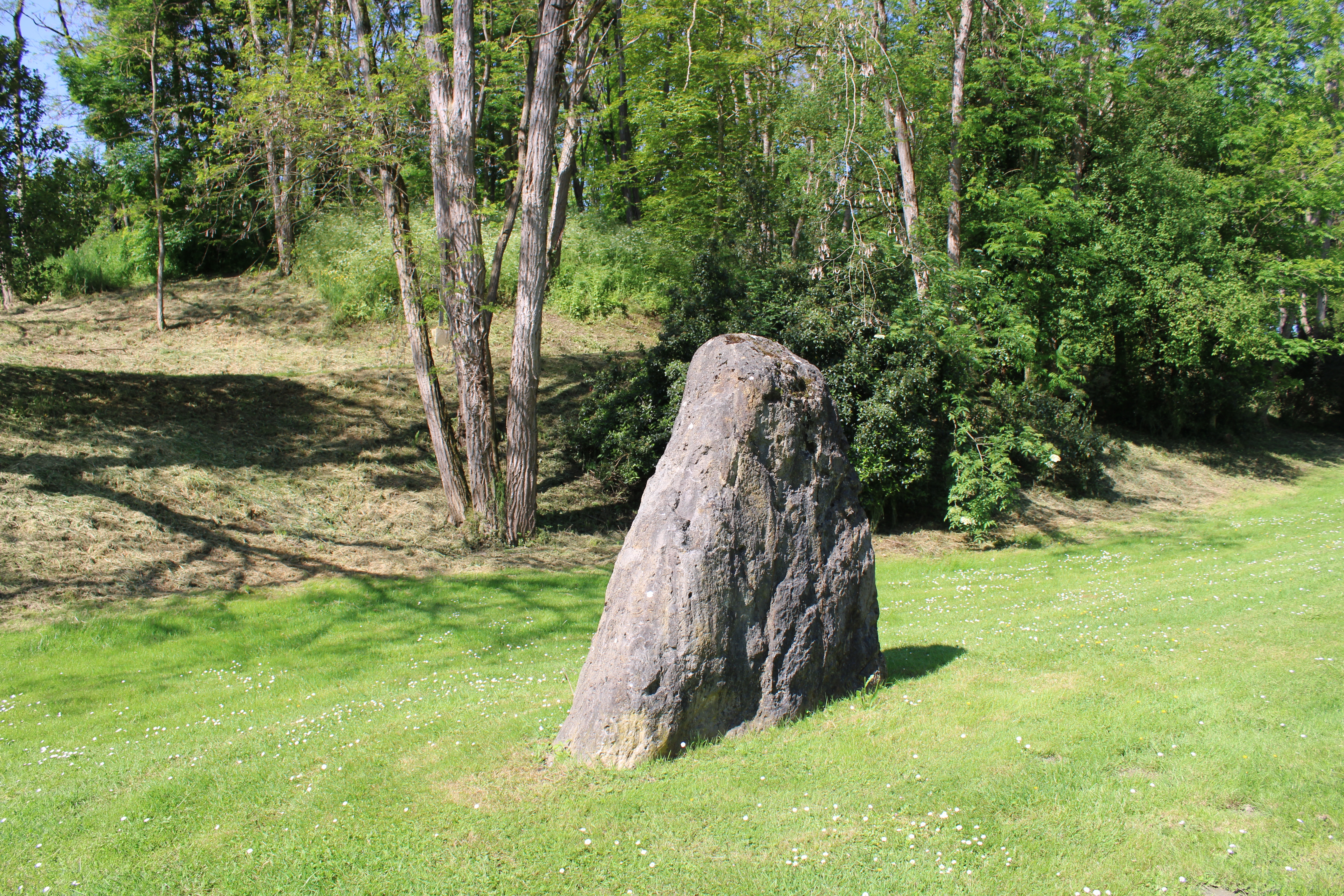
Le menhir.
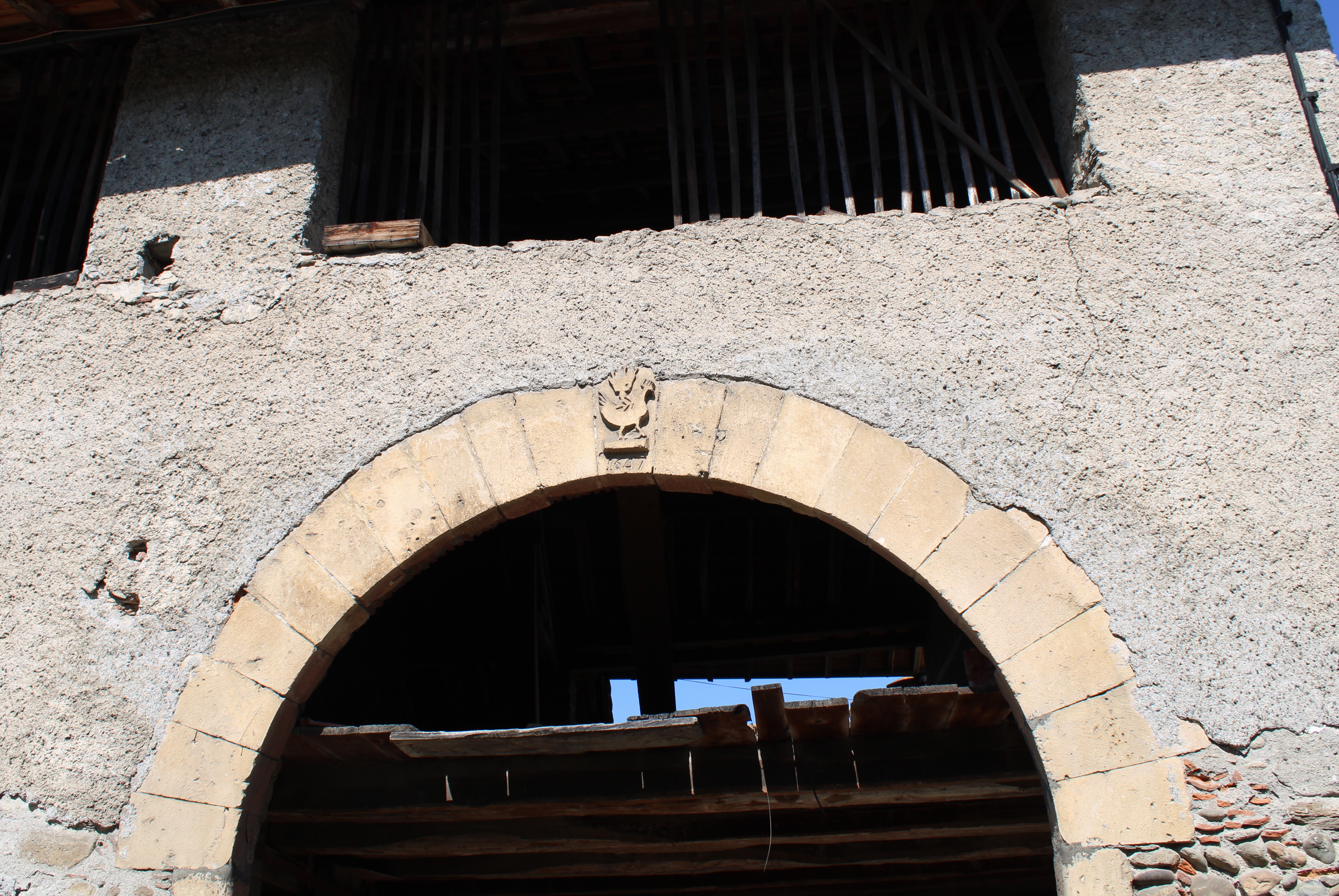
Portail de ferme en plein cintre comportant une clé de voûte sculptée datée de 1647.
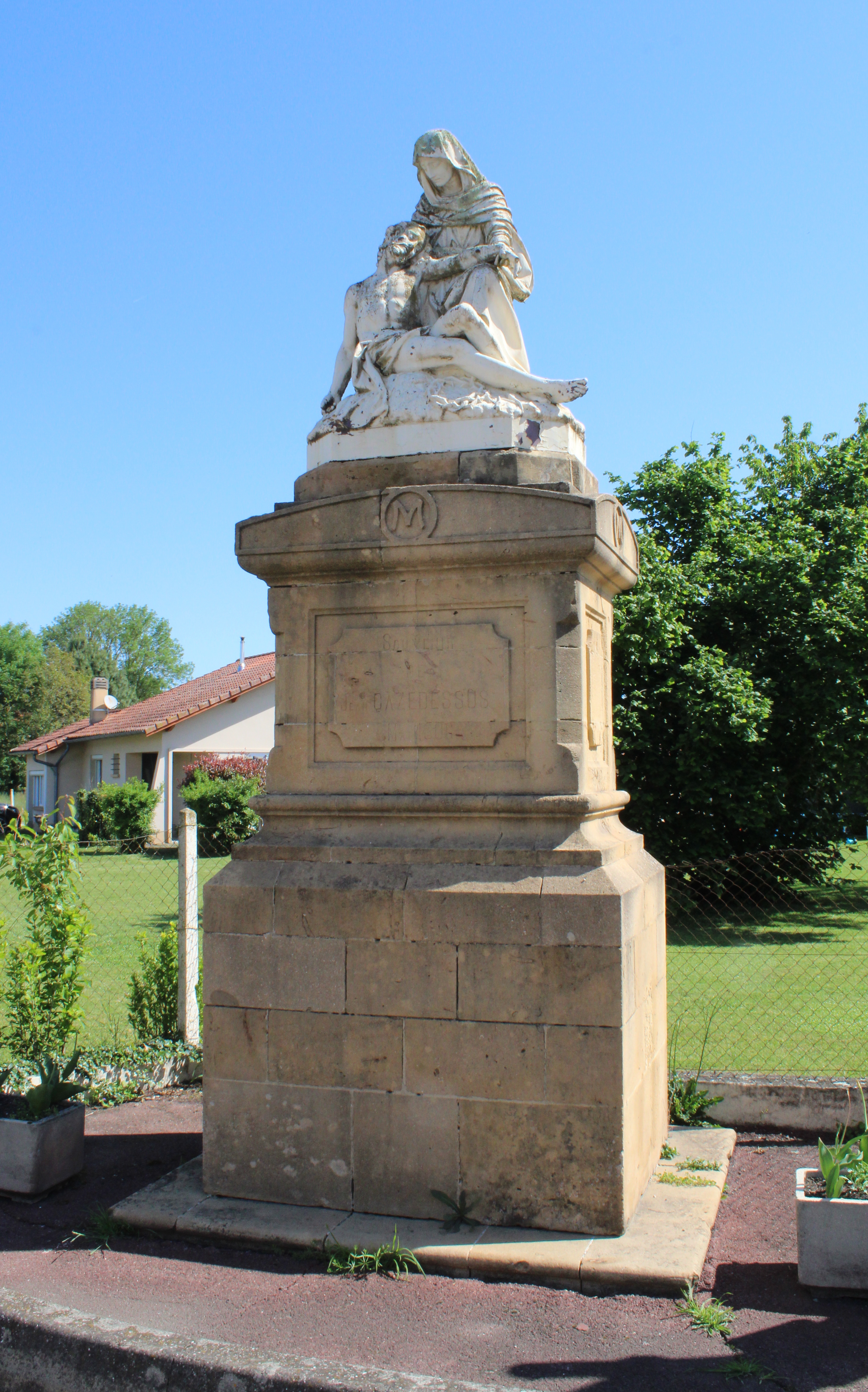
Monument religieux.

## Cartes postales anciennes

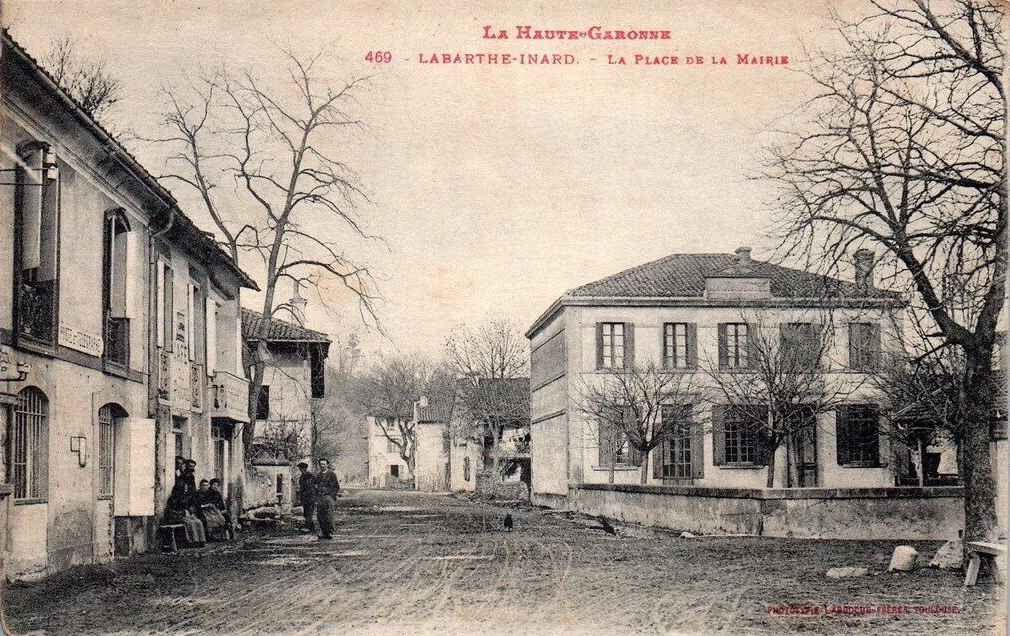
La place de la mairie cers 1910.
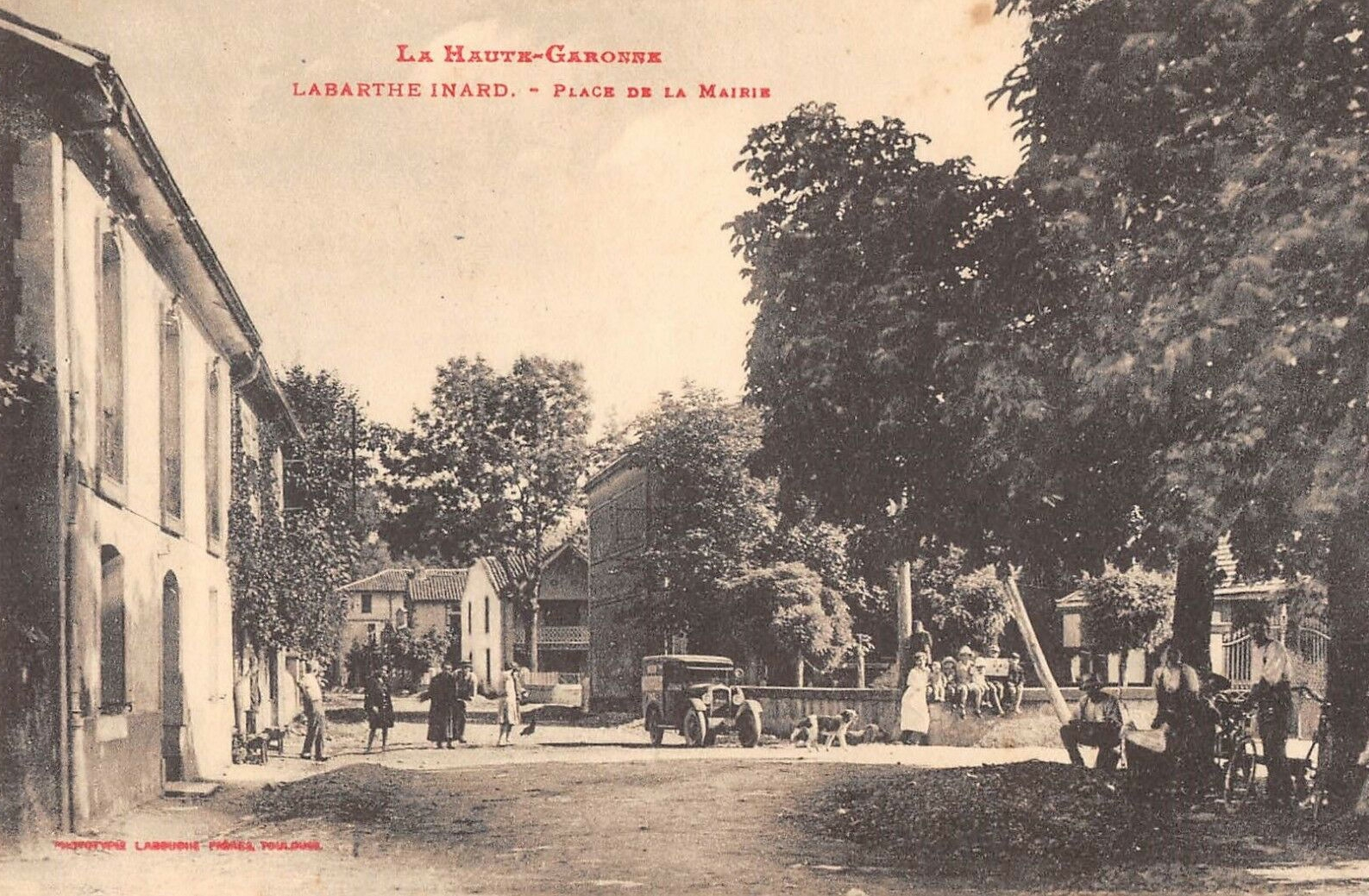
La place de la mairie vers 1920.
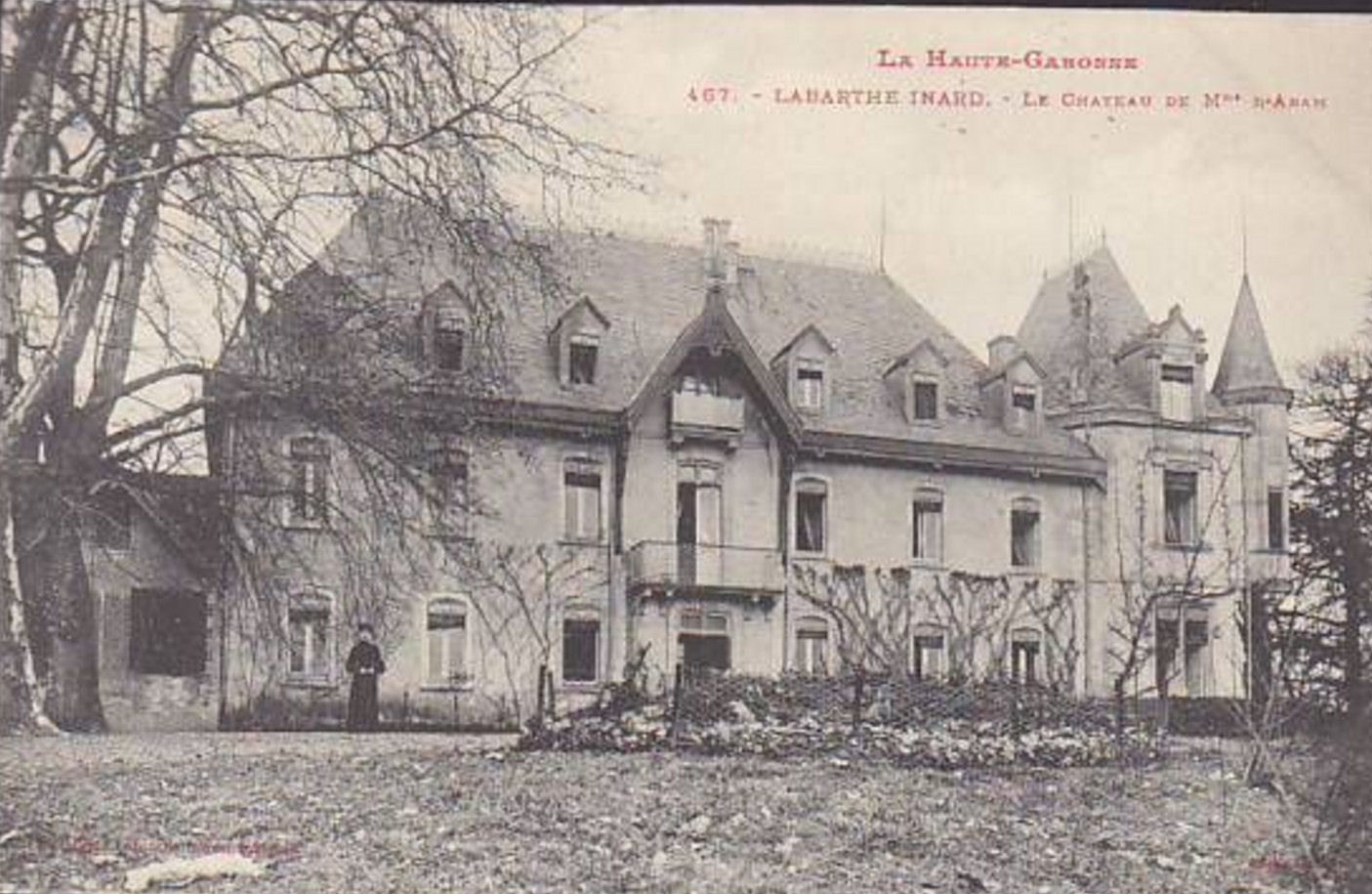
Le château vers 1910.

### Personnalités liées à la commune
- Alfred Reynès
- Camille Blandin